# Museo di belle arti di Marsiglia
Il Museo di belle arti di Marsiglia è uno dei principali musei della città. Collocato in un'ala del Palais Longchamp, presenta una collezione di pitture, sculture e disegni comprendente opere del XVI, XVII, XVIII, XIX e XX secolo.

## Storia
Il museo di belle arti di Marsiglia è stato istituito nel 1802, con il Decreto del 13 Fruttidoro (31 agosto), detto "Decreto Chaptal", dal nome del Ministro degli Interni dell'epoca Jean-Antoine Chaptal che aveva progettato di inviare quadri, sculture e oggetti d'arte in diverse città di provincia (fra le quali alcune oggi non più francesi). Le prime collezioni provenivano dai sequestri dei beni dei cittadini espatriati a causa della Rivoluzione e, per poter redigere l'inventario di tali beni artistici assegnati alla città di Marsiglia, nel novembre del 1794 fu istituita una Commissione cittadina delle arti presieduta da Claude-François Achardré. Per la sistemazione dei beni fu poi scelta la cappella del Convento delle Bernardine, quindi il museo fu inaugurato dal prefetto Antoine Claire Thibaudeau il 9 settembre 1804: sarà questo il primo vero museo della città di Marsiglia.
Ma la cappella delle Bernardine si mostrò subito non sufficientemente ampia per l'esposizione delle varie opere d'arte, e pertanto apparve indispensabile trasferire tutto il materiale in nuovi locali più vasti. Per far questo, però, bisognò attendere la fine della costruzione del Palazzo Longchamp, concepito per commemorare, con un certo fasto, l'allaccio idrico della città con il fiume Durance, che aveva messo fine alla grave scarsità di acqua di Marsiglia, ed alle sue nefaste conseguenze sulla salute della popolazione, in particolare durante le epidemie di colera. Tale allaccio era stato possibile grazie alla realizzazione del Canale di Marsiglia, affidata all'ingegnere francese Jean François Mayor de Montricher.
Il progetto di questa architettura celebrativa, che si deve all'architetto Henri-Jacques Espérandieu, prevedeva un castelletto centrale per evidenziare la sorgente, dai cui lati si dipartivano i due bracci di un colonnato emiciclico. Nell'ampia superficie digradante, parzialmente racchiusa dal colonnato, era prevista una serie di cascate e giochi d'acqua, la quale confluiva poi nel laghetto artificiale alla base della piccola collina.

Alle due testate del colonnato, inoltre, si saldavano due edifici simmetrici destinati ad accogliere il Museo di storia naturale e, per l'appunto, il Museo di belle arti. Sul retro, un parco e un giardino zoologico avrebbero completato questa imponente realizzazione. E così fu fatto. Il Palazzo fu inaugurato il 14 agosto del 1869, ma per l'apertura del Museo di belle arti si dovette attendere sino al 1 gennaio 1873.
Di recente, dopo oltre 130 anni, si è reso necessario un restauro completo del Palazzo Longchamp e quindi del museo. I lavori sono iniziati nel 2005 e sono terminati nel giugno del 2013, restituendo il lustro iniziale a tutto il complesso. Gli spazi interni del museo sono stati rinnovati e conformati alle norme della conservazione delle opere, della sicurezza e dell'accessibilità.

## Collezioni

### Pitture
La collezione di pittura comprende opere delle Scuole francesi, italiane, spagnole e nordiche (Fiandre, Olanda).
 L'elenco degli artisti è parziale.

#### Scuola francese del 1600
- Philippe de Champaigne: L'assomption de la Vierge[3] - Apothéose de Madeleine[4]
- Meiffren Conte: Vase de Chine, coquillages, bronzes antiques, livres et tapis[5]
- Louis Cretey: Le Christ après la flagellation
- Jean Daret: Déploration sur le corps du Christ - Diane découvrant la grossesse de Callisto[6] - Portrait d'un magistrat[7] - Esculape ressuscitant Hippolyte
- Louis Finson: Autoportrait - Madeleine en extase - Samson et Dalila
- Eustache Le Sueur: La présentation au temple
- Reynaud Levieux: Nature morte à l'épagneul nain - Nature morte au perroquet rouge
- Nicolas Mignard: Vierge à l'Enfant - Paysage
- Jean-Baptiste Monnoyer: Fleurs
- Pierre Puget: Sainte Cécile - La sainte famille au palmier - La vierge apprenant à lire à l'enfant Jésus - Le baptême de Clovis - Le baptême de Constantin - Le sommeil de l'Enfant Jésus - L'éducation d'Achille
- Simon Renard de Saint-André: Vanité
- Michel Serre: Vue du cours pendant la peste de 1720[8] - Vue de l'Hôtel de ville pendant la peste de 1720[9] - La Madeleine pénitente[10]
- Simon Vouet: La Vierge et l'enfant Jésus

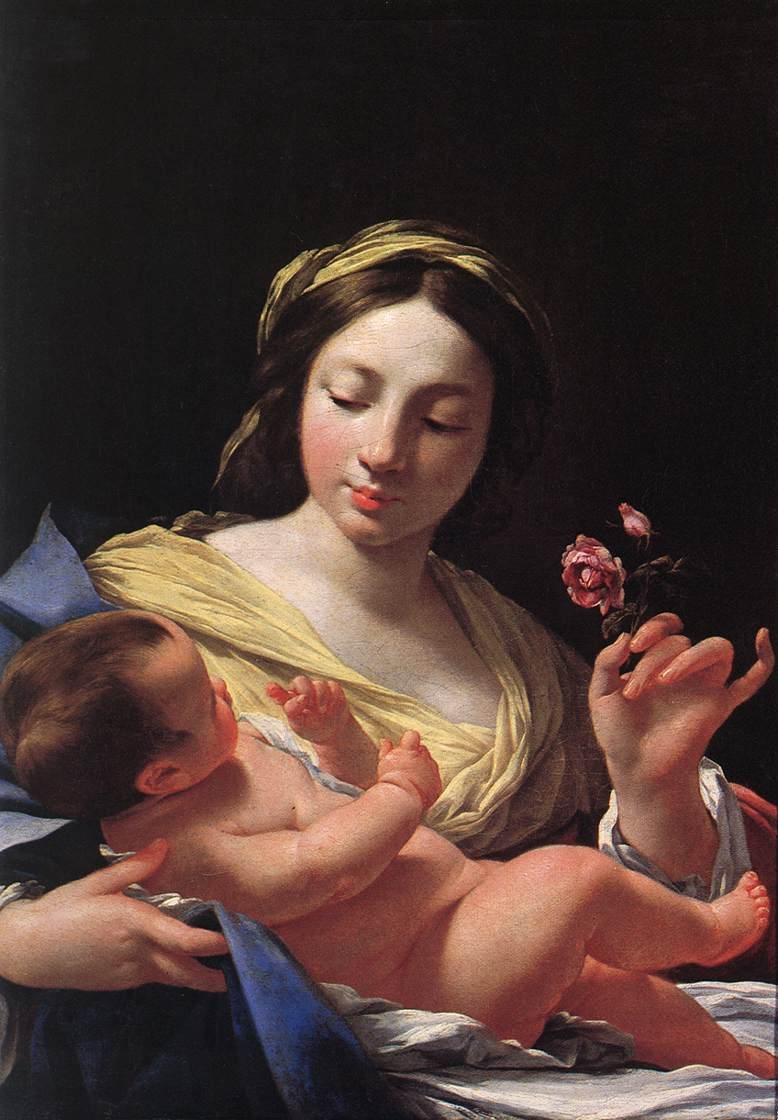
Simon Vouet La Vergine e il Bambino Gesù
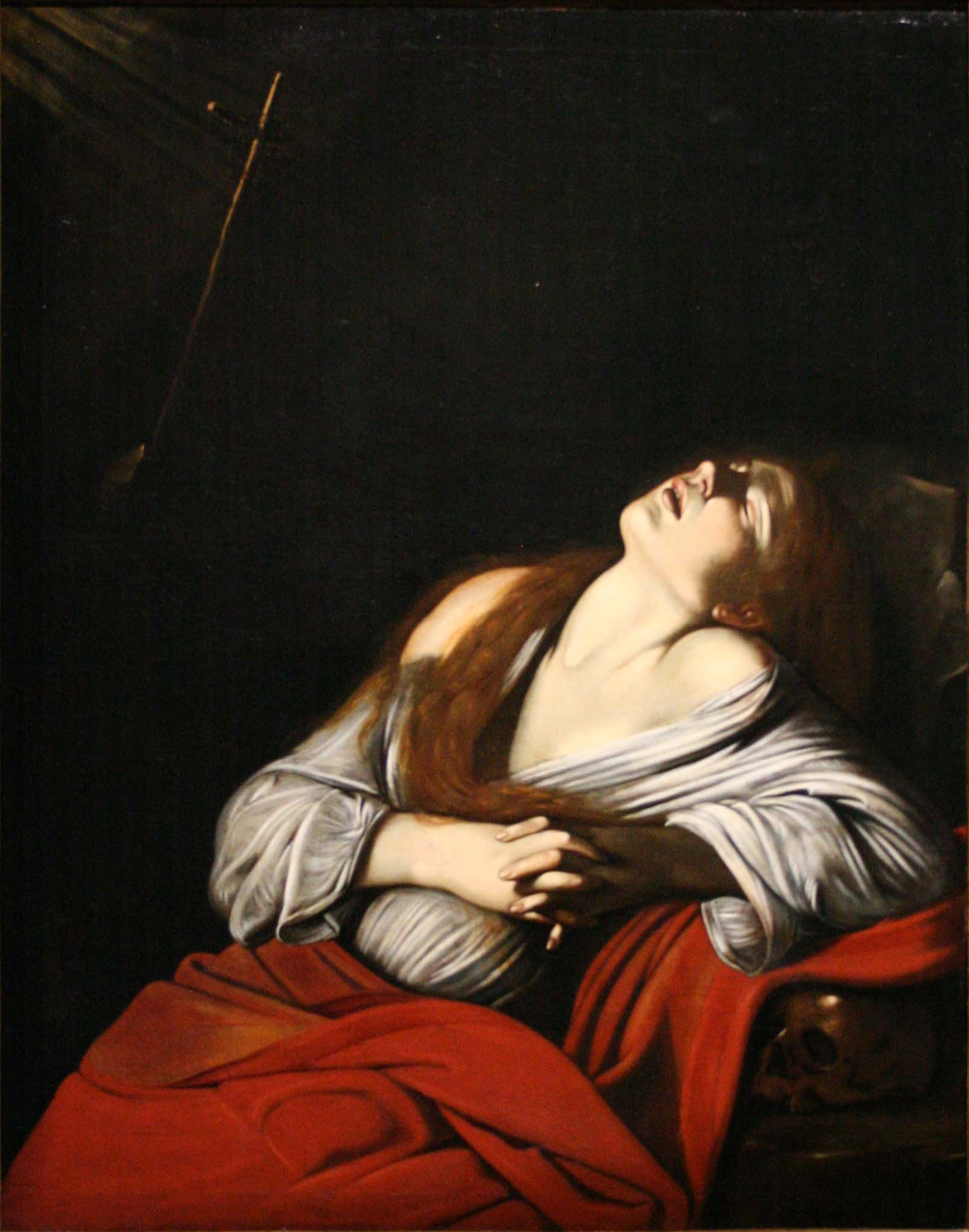
Louis Finson La Maddalena in estasi - 1612
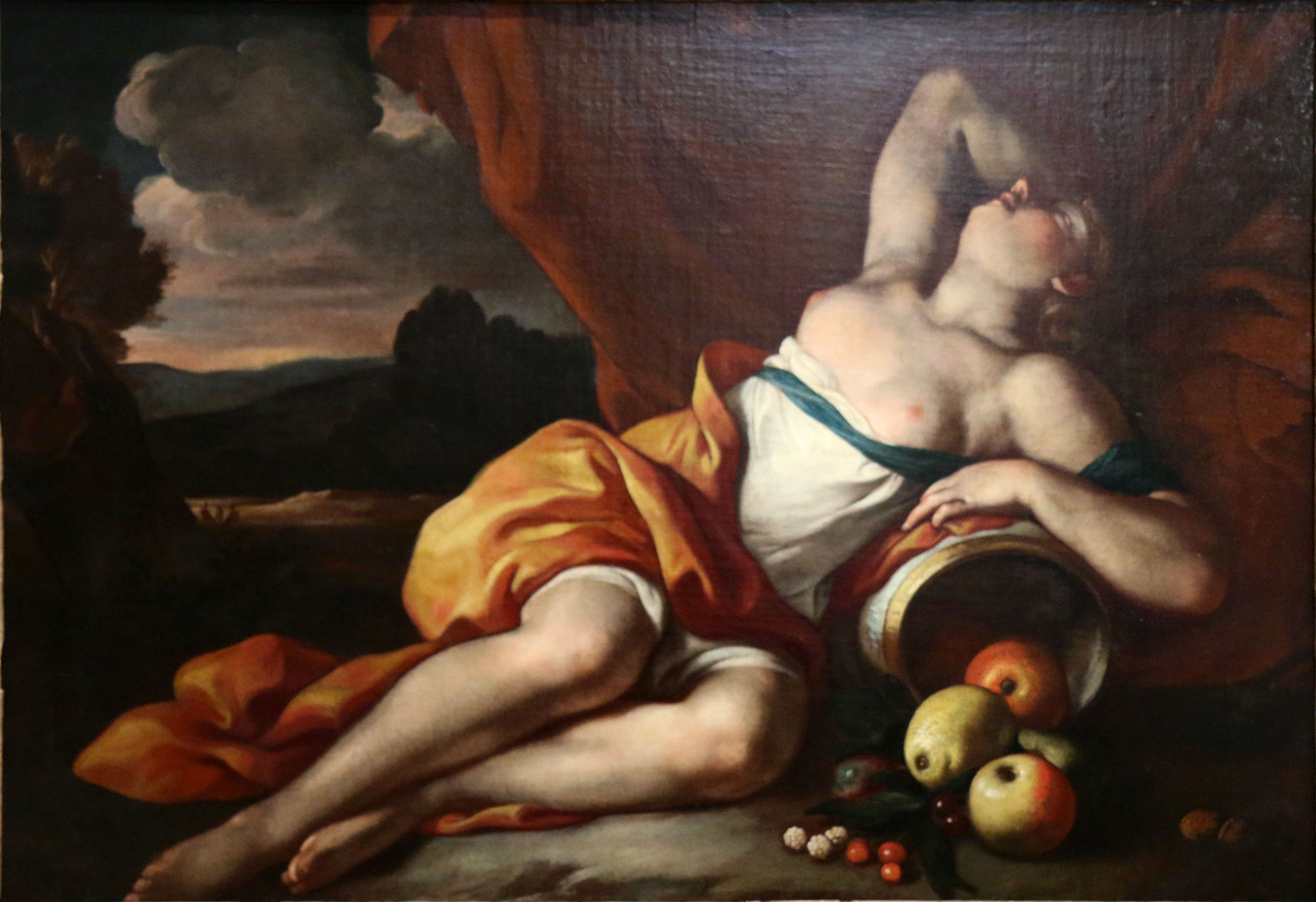
Gilles Garcin Il sonno di Pomona
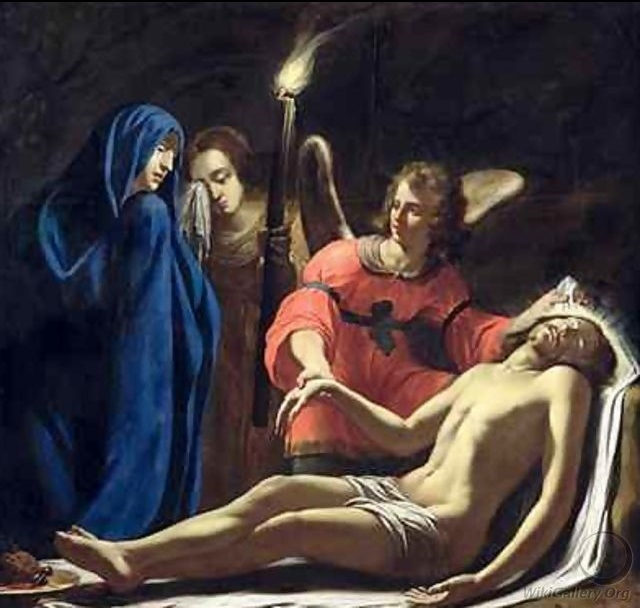
Jean Daret Compianto per il Cristo morto - 1636

#### Scuola francese del 1700

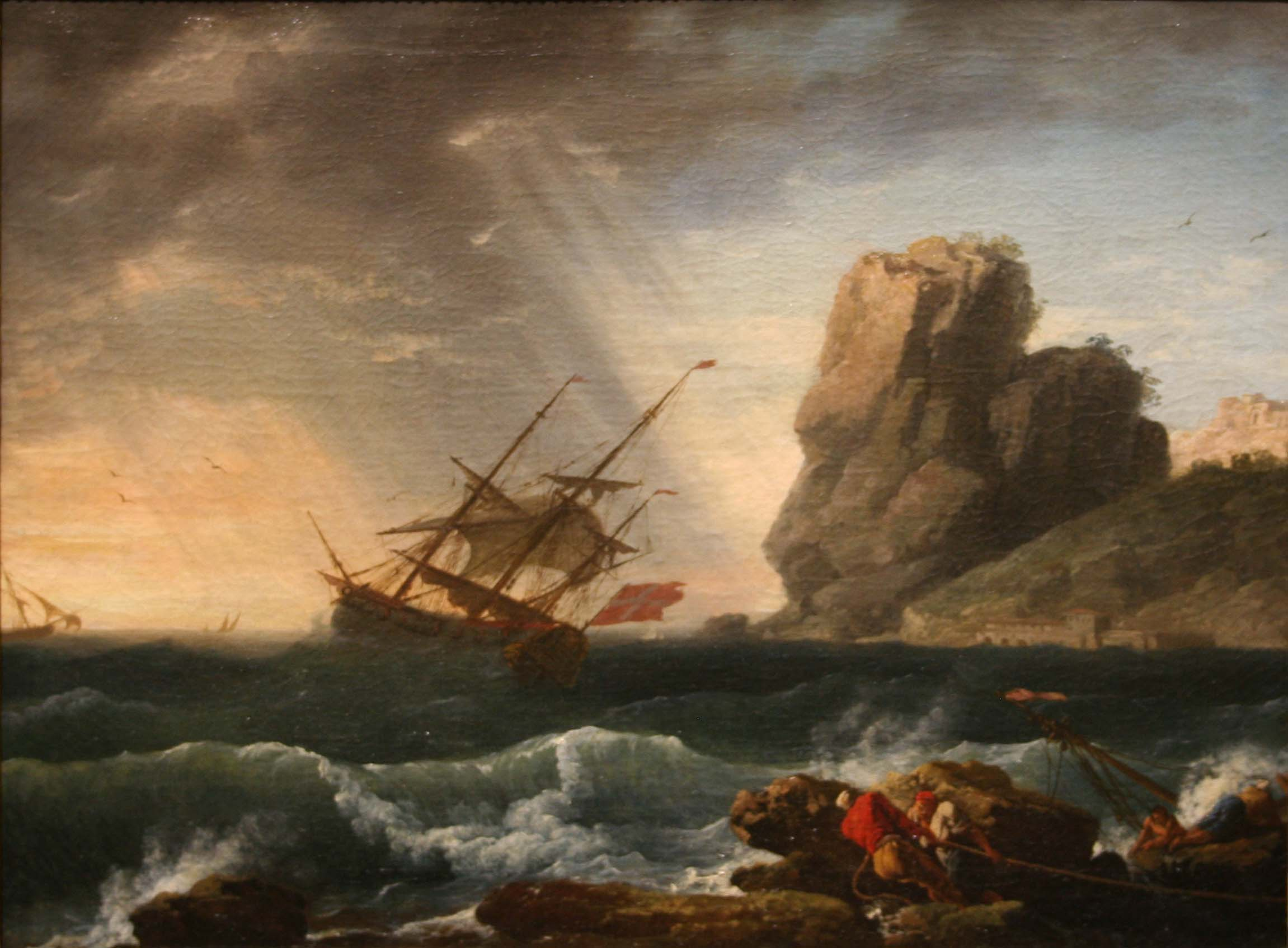
Claude Joseph Vernet La tempesta

- Laurent Cars (attribuito): Portrait de François Boucher
- Philippe Henri Coclers van Wyck: Autoportrait[11]
- Michel-François Dandré-Bardon: Allégorie de la paix de Vienne - Académie d'homme - Les bonnes œuvres des filles de Saint Thomas de Villeneuve
- Jacques-Louis David: Saint priant la Vierge pour la cessation de la peste
- Alexandre-François Desportes: Le chasseur indien - Les pêcheurs indiens
- Françoise Duparc: La marchande de tisane - Femme à l'ouvrage - L'homme à la besace - La vieille
- Henri Antoine de Favanne: Junon vient trouver l'océan pour lui demander que la grande ourse ne vienne jamais plonger dans ses eaux
- Jean-César Fenouil: Portrait du comédien Préville
- Anne-Louis Girodet: Portrait de Giuseppe Favega
- Jean-Baptiste Greuze: Autoportrait âgé - Portrait d'homme
- Antoine-Jean Gros: portrait de Madame Favega - Portrait de Monsieur Bruguière
- Jean Henry detto Henry d'Arles: Léda et le cygne[12] - Pan et Syrinx[13] - Une tempête[14]
- Jean-Joseph Kapeller: Embarquement de l'expédition du maréchal de Richelieu pour Minorque
- Charles François Lacroix de Marseille: Bord de mer
- François Lemoyne: L'entrée au bain
- Philippe-Jacques de Loutherbourg: Caravane[15]
- Jean-Marc Nattier: Portrait de Madame de Châteauroux en Aurore
- Étienne Parrocel: Saint François Régis priant pour la cessation de la peste
- Pierre Parrocel: La pêche du poisson
- Pierre Peyron: Marcus Curius Dentus refusant les présents des Samnites
- Jean-Baptiste Marie Pierre: Le martyre de saint Étienne
- Jean Raoux (attribuito): Jeune fille au collier de perles[16] - Jeune fille aux mains croisées[17]
- Jean-Baptiste Regnault: Iphigénie et Oreste en Tauride
- Hubert Robert: Paysage de fantaisie - Jardin italien
- Louis Tocqué: Portrait du comte de saint-Florentin
- François Topino-Lebrun: Mort de Caïus Gracchus
- Robert Tournières: Portrait de Monsieur de Saint-Cannat et ses enfants[18]
- Joseph Vernet: Une tempête
- Joseph-Marie Vien: Le centenier au pied du Christ
- Élisabeth Vigée Le Brun: Portrait de la duchesse d'Orléans
- François-André Vincent: Portrait du peintre Lemonnier - Portrait du comédien Dazincourt

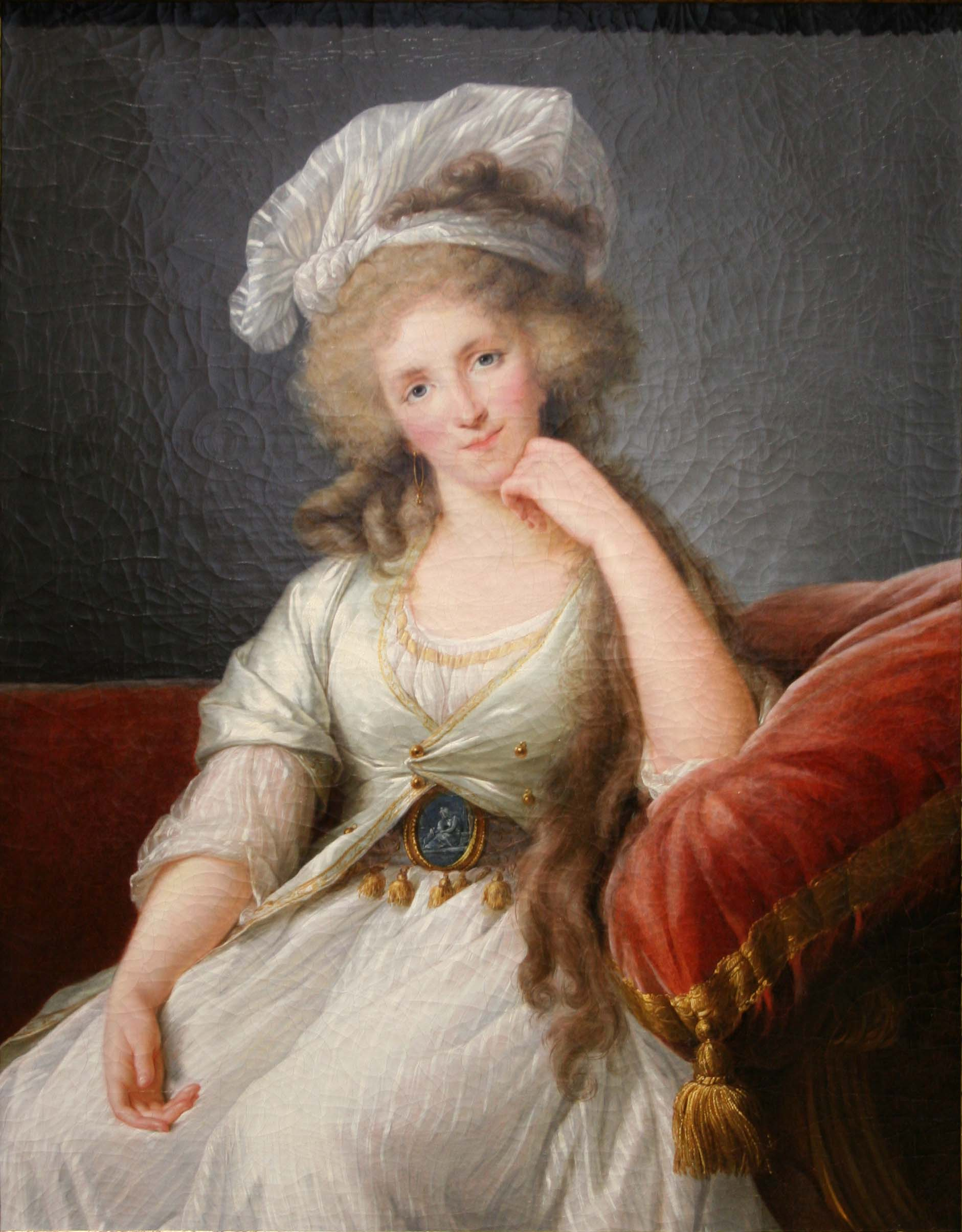
Élisabeth Vigée Le Brun Ritratto della duchessa d'Orléans - 1789
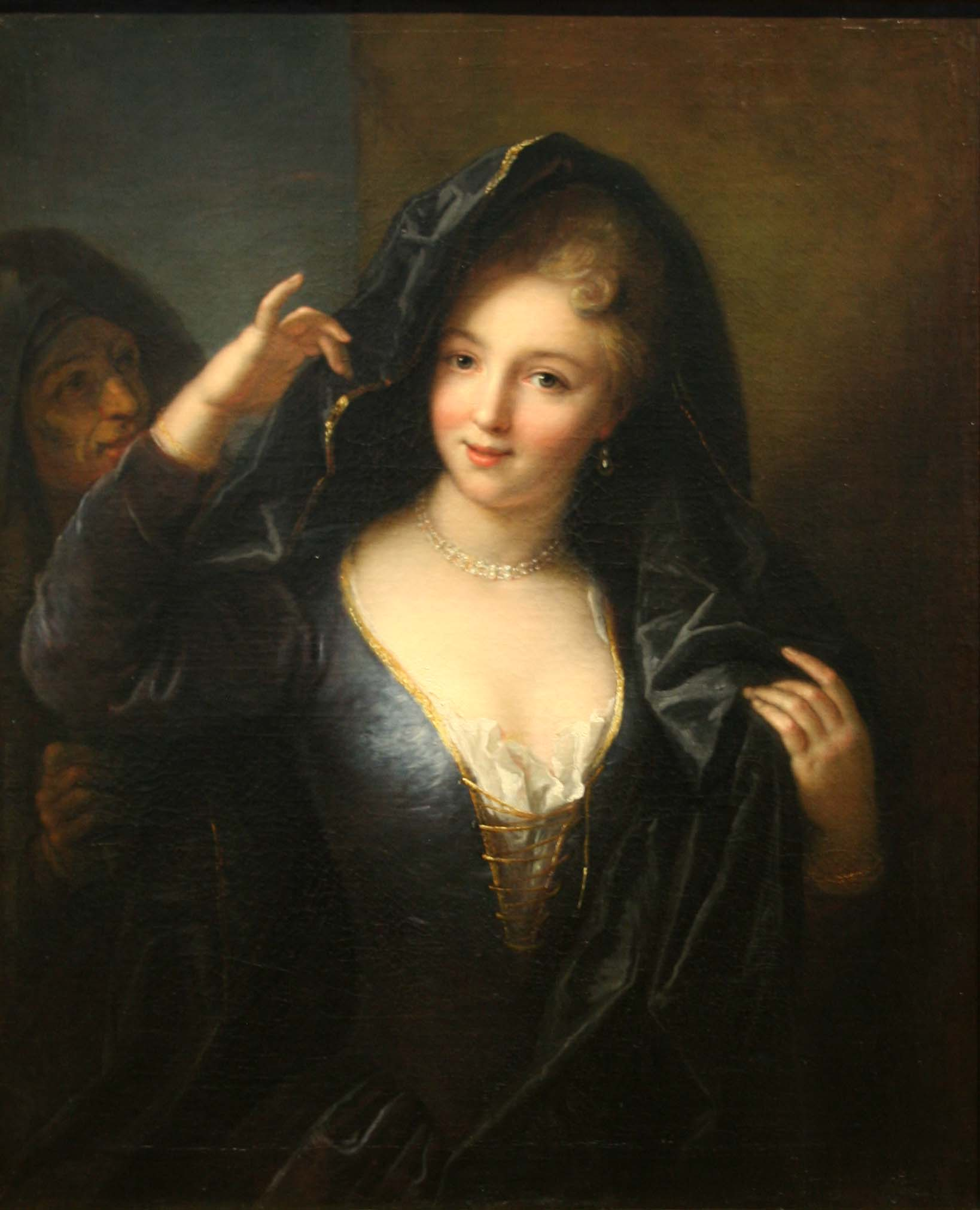
Jean Raoux Una giovane con la collana di perle (attribuito)
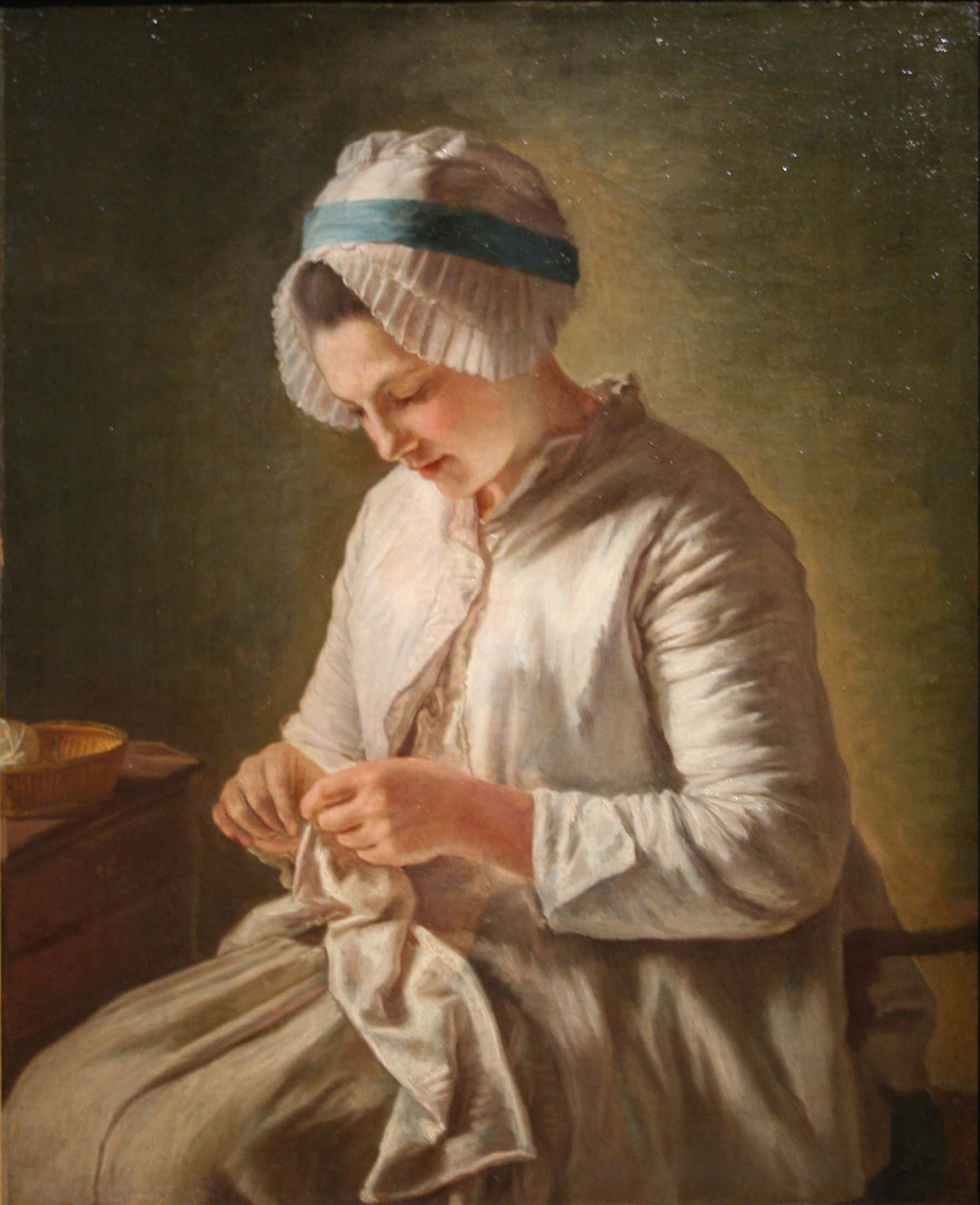
Françoise Duparc Donna che cuce
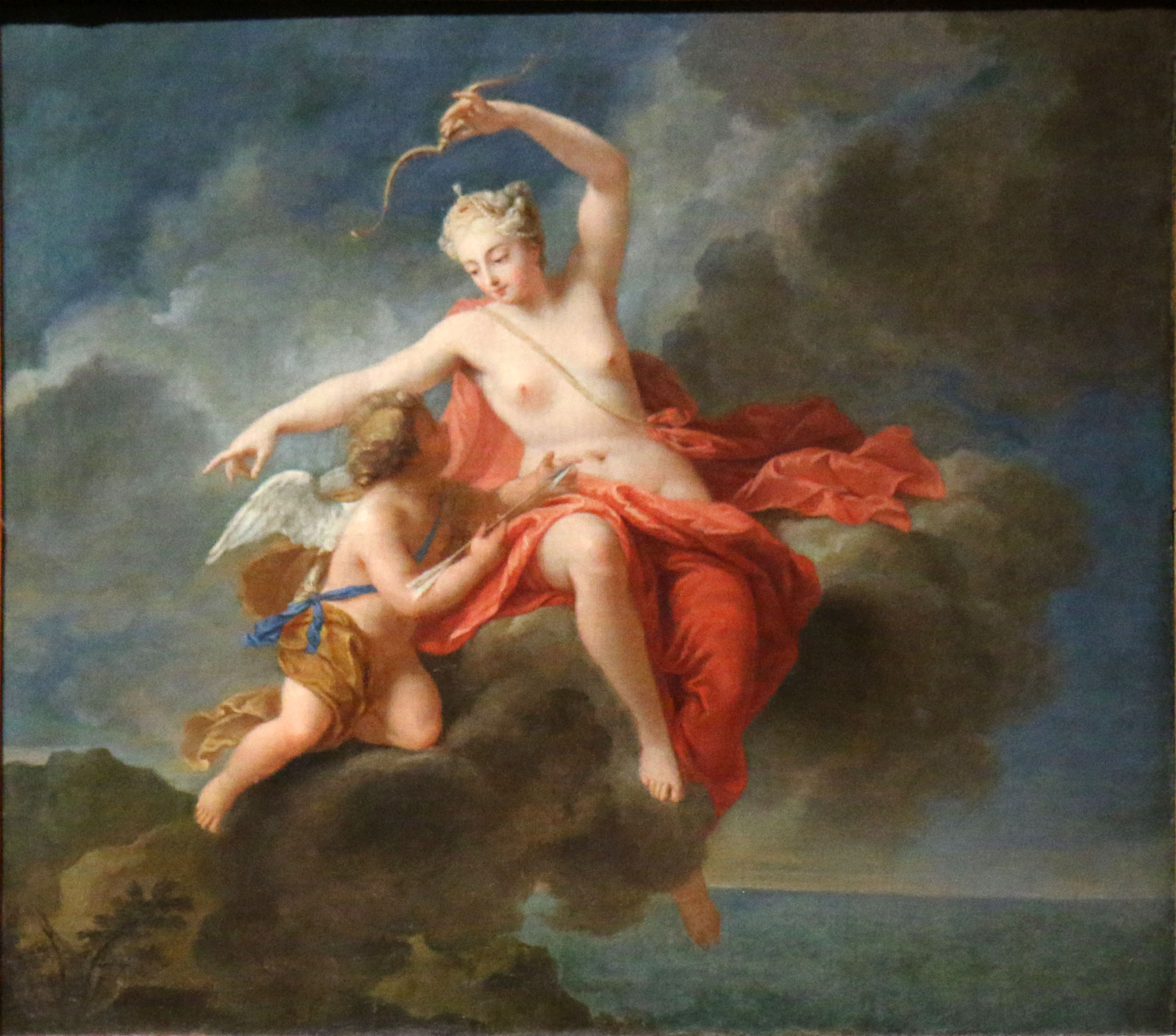
Jean Marc Nattier Venere e Amore

- Claude Joseph Vernet
La tempesta

#### Scuola francese del 1800
- Jacques Raymond Brascassat: Paysage, villa casa à Naples
- Carolus-Duran: Portrait de Madame Goldschmidt[19]
- Jean-Baptiste Camille Corot: Vue prise de Riva - Le bouleau - Le petit pont
- Gustave Courbet: Le cerf à l'eau (detto Le cerf forcé)
- Alexis Daligé de Fontenay: Vue prise sur le chemin de Maladetta
- Charles-François Daubigny: Les graves à Villerville (Calvados)
- Honoré Daumier: Don Quichotte et Sancho Pança
- Narcisse Díaz de la Peña: Sous-bois
- Auguste de Forbin: Intérieur avec fond de paysage[20] - Intérieur d'église[21]
- François Gérard: Monseigneur de Belsunce pendant la peste
- Jean-Auguste-Dominique Ingres: Éliezer et Rébecca (copia parziale da Poussin)
- Charles Jalabert: La peste de Thèbes o Œdipe fuyant la malédiction des habitants[22]
- Armand Laroche: Portrait du sculpteur Philippe Poitevin[23]
- Jean-François Millet: Femme faisant manger son enfant (la bouillie)
- Pierre Puvis de Chavannes: Marseille, colonie grecque[24] - Marseille, porte de l'Orient[25] - Retour de chasse[26]
- Théodule Ribot: Le cuisinier comptable - Le mitron - La tricoteuse
- Lancelot Théodore Turpin de Crissé: Vue prise de Roquebrune[27]

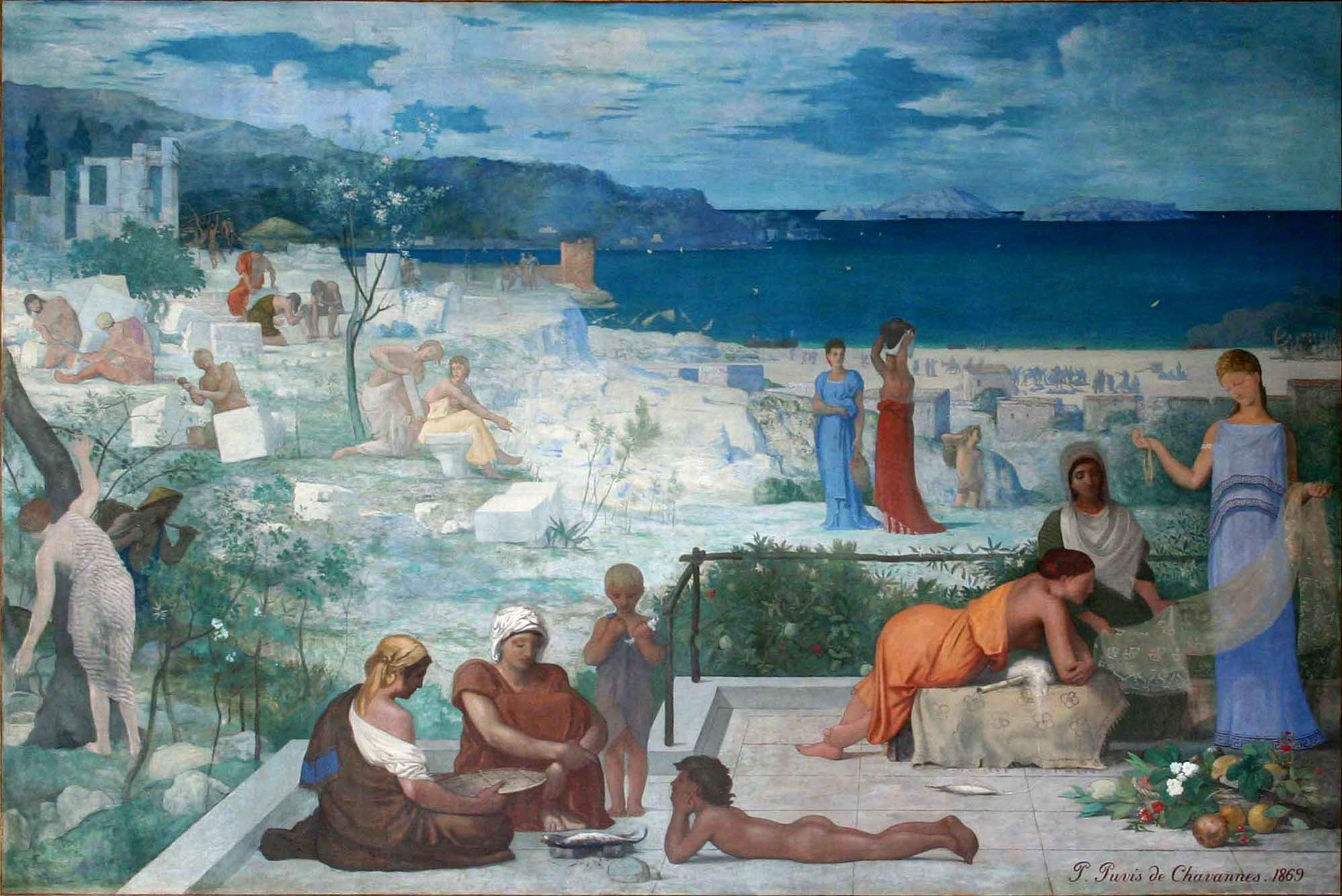
Pierre Puvis de Chavannes Marsiglia colonia greca - 1869

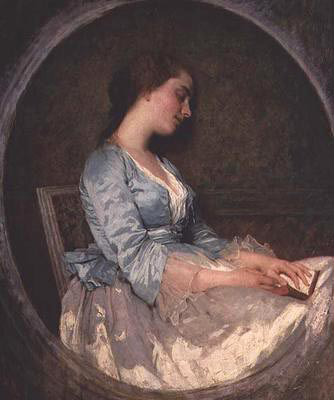
Charles Chaplin Il sogno
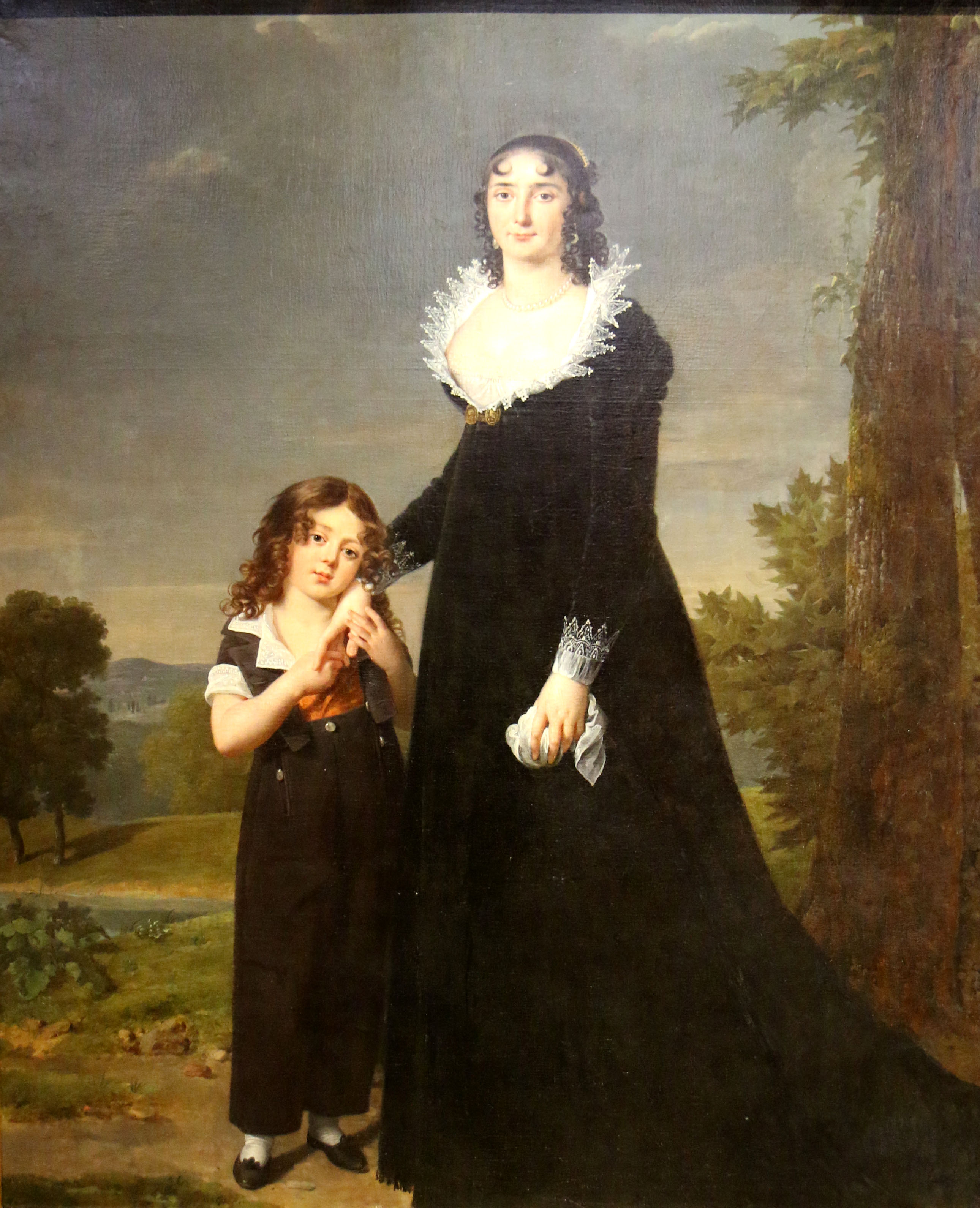
Robert Lefèvre Madre e figlio
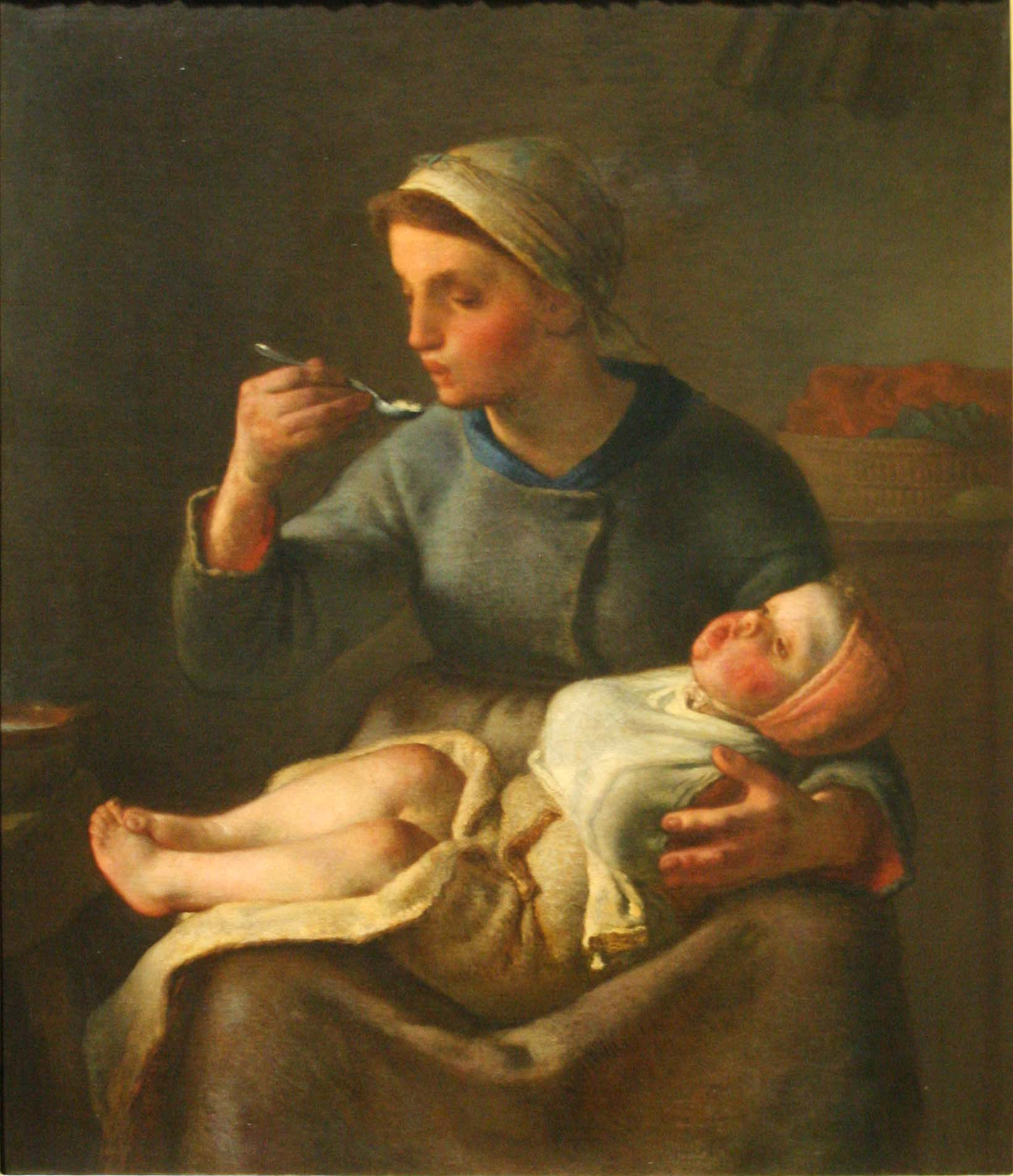
Jean-François Millet Donna che prepara il pasto del bambino
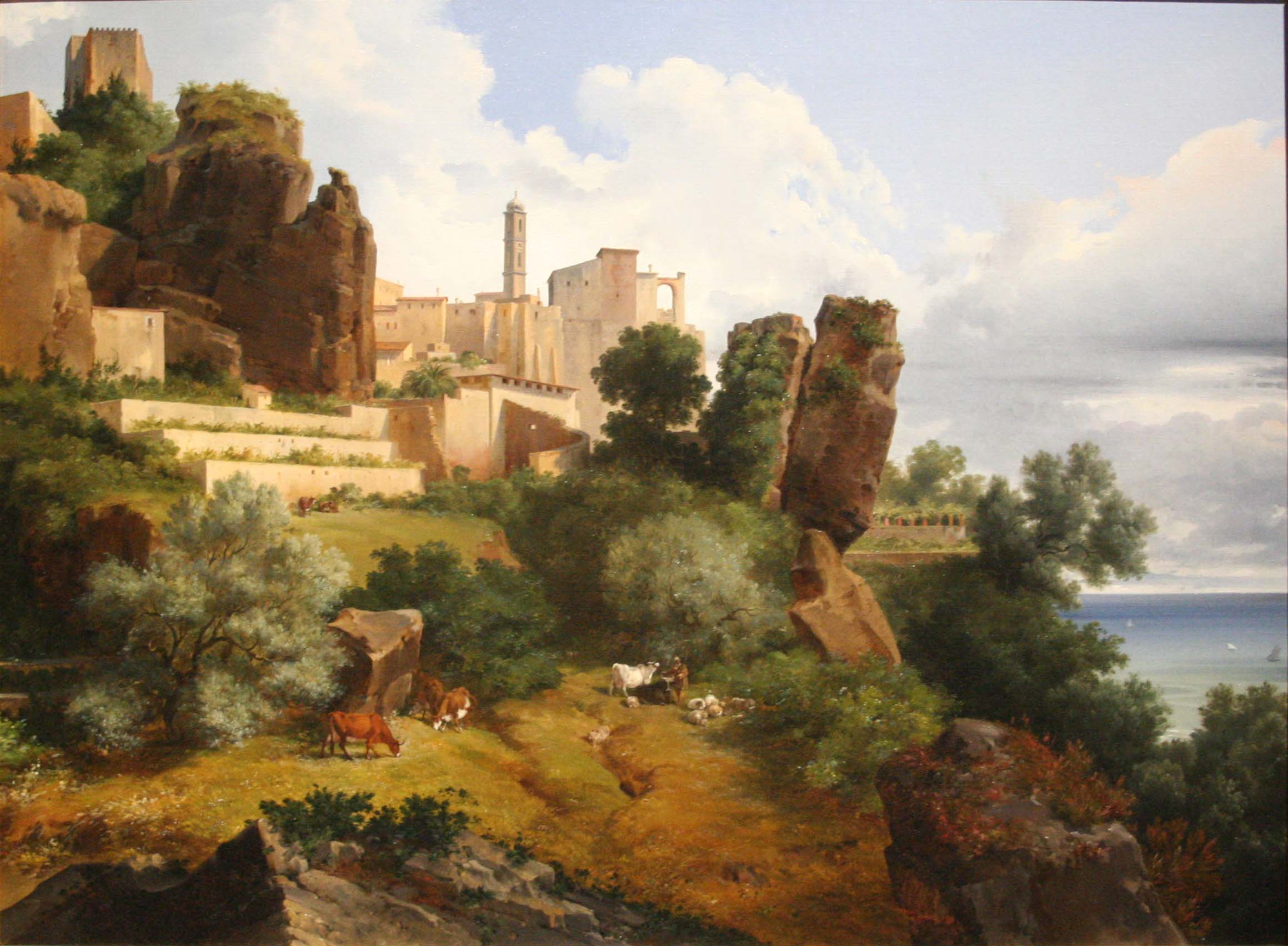
Lancelot Théodore Turpin de Crissé Veduta da Roccabruna

- Pierre Puvis de Chavannes
Marsiglia colonia greca - 1869

#### Scuola provenzale del 1800
- Auguste Aiguier: Effet du soleil couchant sur la Méditerranée[28]
- Prosper Barrigue de Fontainieu: Vue de Cava dei Tireni
- Maurice Bompard: La fileuse - Le harem - Une rue de l'oasis Chetma
- Michel-Honoré Bounieu: Supplice d'une vestale
- Fabius Brest: Un caravansérail à Trébizonte[29]
- Jean-Antoine Constantin: Fontaine de Vaucluse
- Marius Engalière: Vue générale de Grenade sur la route de Malaga[30], Bord de rivière - La clairière - La moisson - La Sainte-Baume - La sparterie - Vue d'un village au sud de l'Espagne
- Prosper Grésy: Les Baigneuses[31]
- Paul Guigou: Les collines d'Allauch - La Canebière vue des allées de Meilhan - La Roque d'Anthéron[32] - Lavandière au ruisseau[33] - Les grands saules[34]; Les Martigues ; Petite route dans les pins[35], Plan d'Orgon - Triel sur Seine
- Jules Laurens: Tête de voie romaine[36]
- Émile Loubon: Vue de Marseille prise des Aygalades un jour de marché - La montagne Sainte-Victoire, transhumance - La route d'Antibes à Nice - Paysage au troupeau dans un cirque montagneux
- Adolphe Monticelli: Étude de colline (Le Garlaban) - Portrait de madame Pascal - Les flamants - Scène de parc, femmes, enfants et chiens - Scène de parc, femmes, enfants, cygnes et chiens - Turcs à la mosquée
- Gustave Ricard: Portrait du peintre Loubon[37]
- José Silbert: Espagnole[38] - Légende de saint Marin de Dalmatie[39] - Mon portrait[40] - Montreur de cacatoès[41] - Sérénade de mannequin[42] - Tête de marocain[43].
- Félix Ziem: La fantasia sur les rives du Bosphore - Quai du port à Marseille - Vue de Venise ou Bucentaure

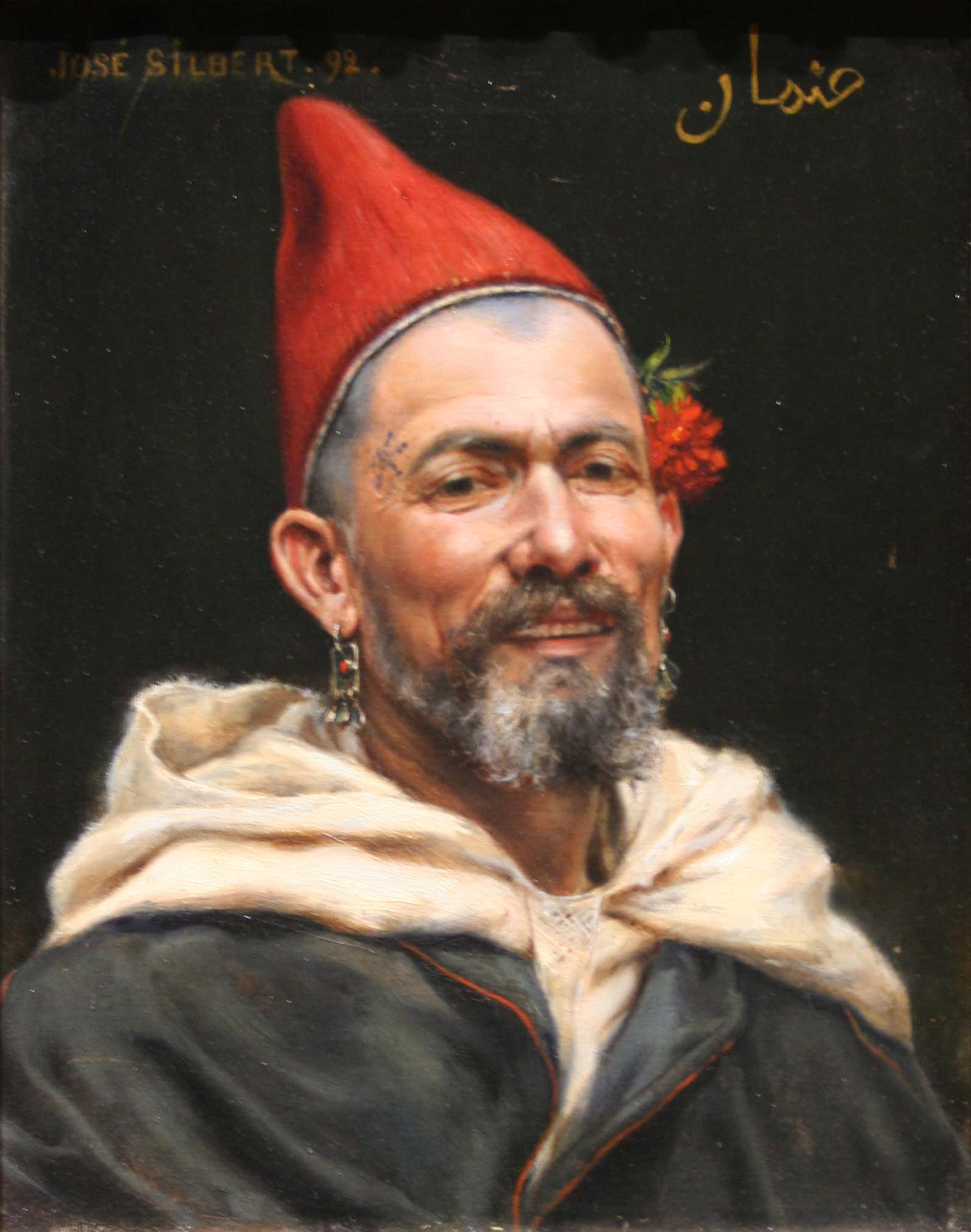
José Silbert Testa di marocchino
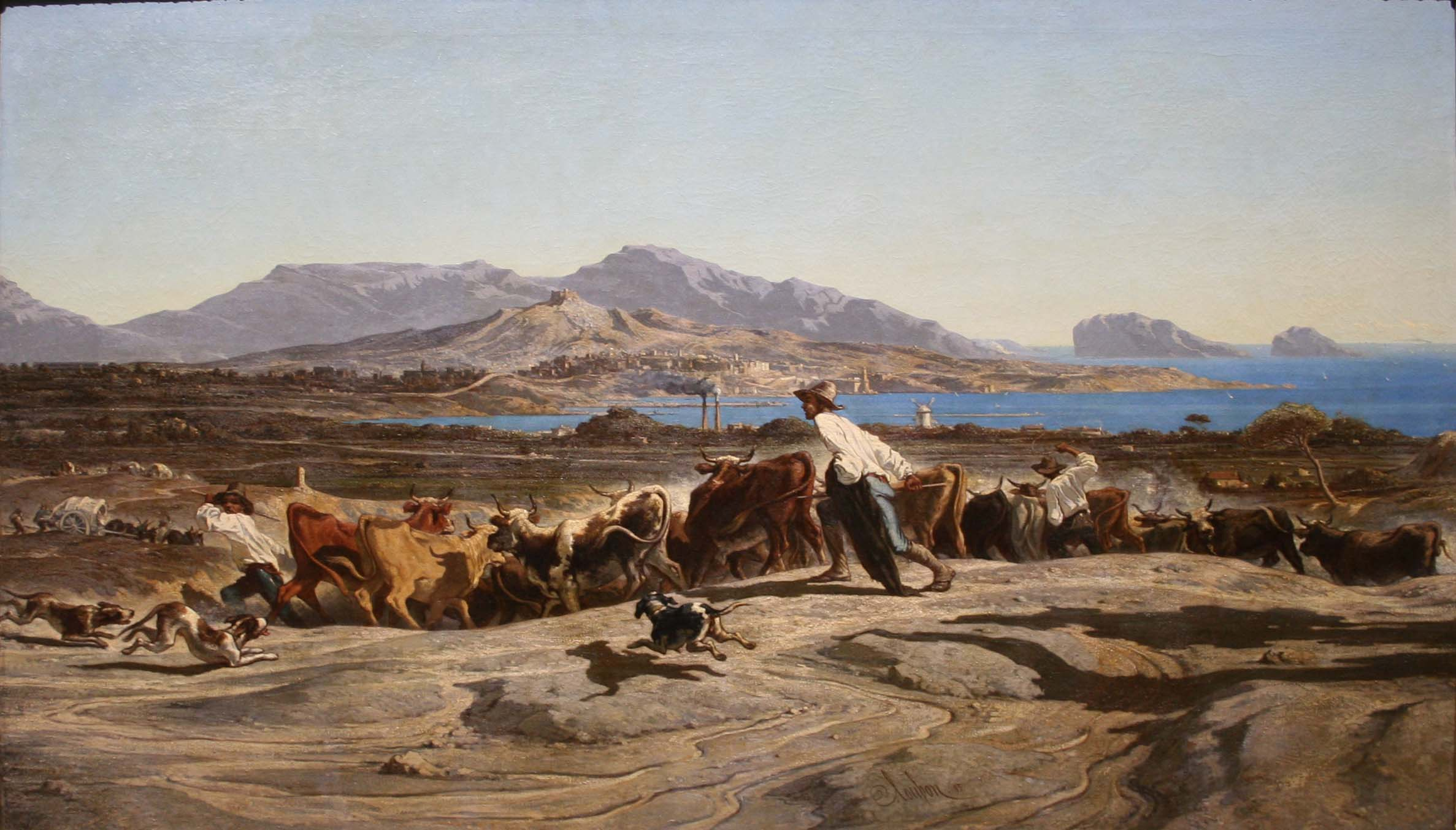
Émile Loubon Vista di Marsiglia dalle Aygalades
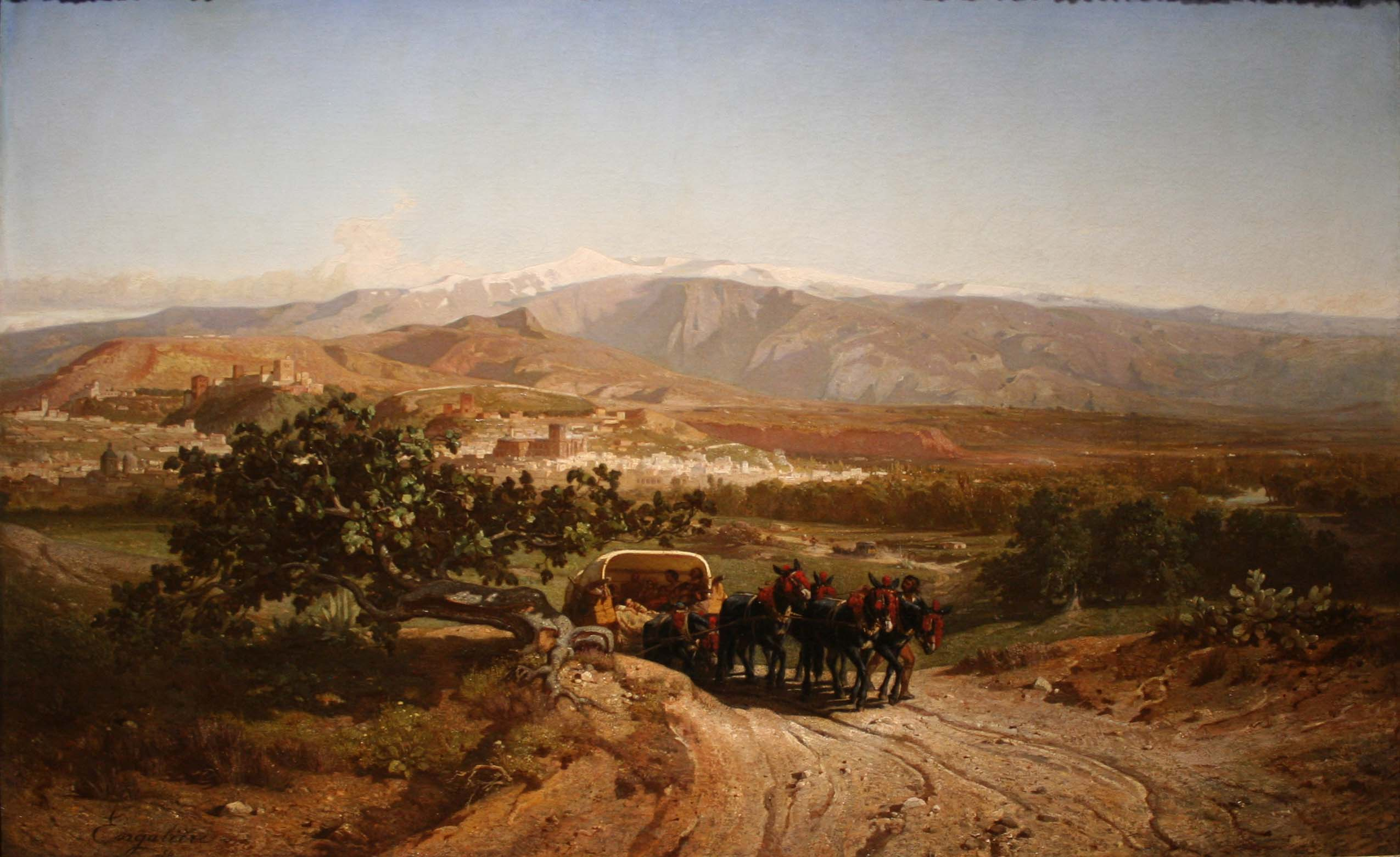
Marius Engalière Veduta generale di Granada
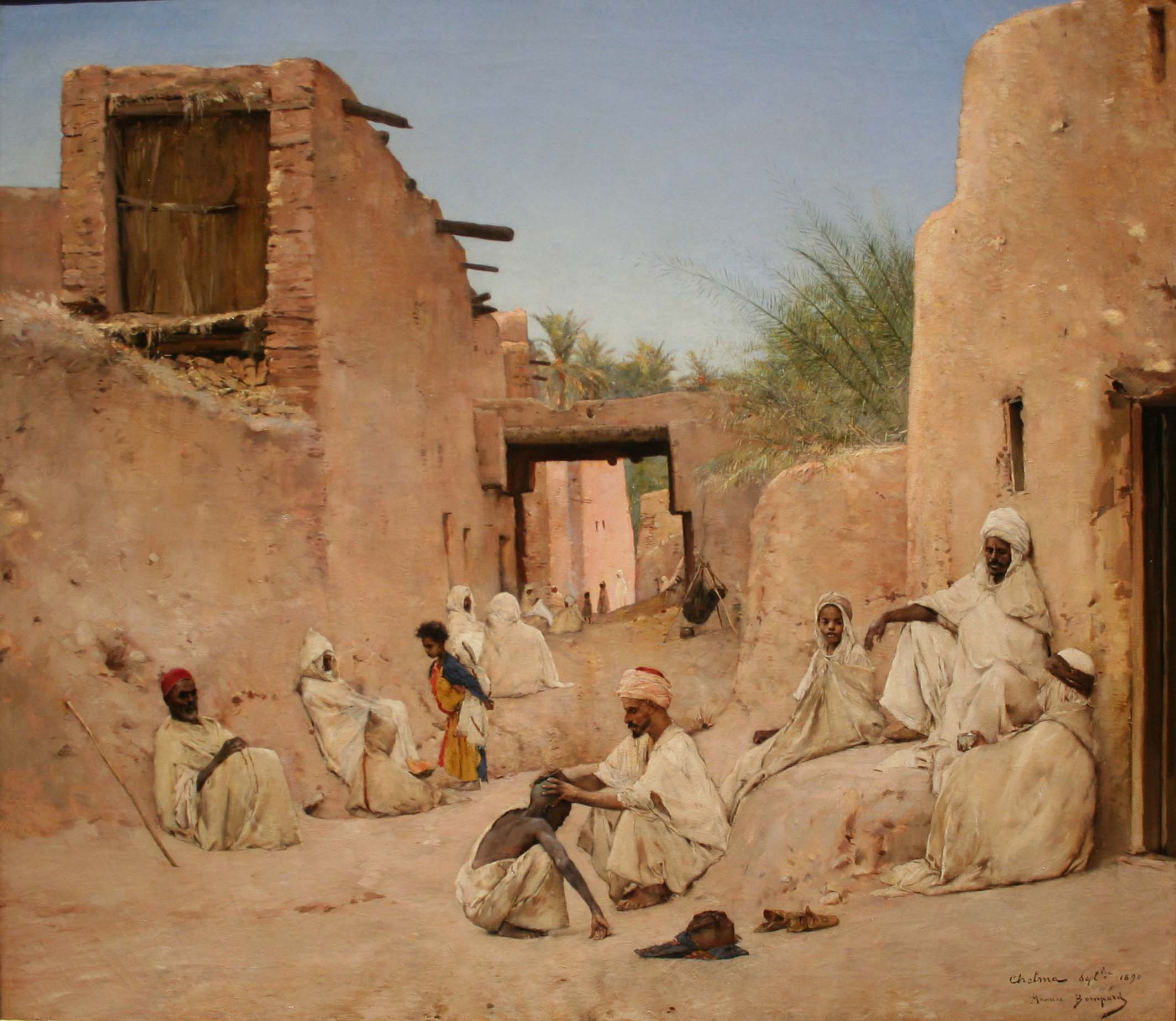
Maurice Bompard Une strada dell'oasi di Chetma

#### Scuola italiana
- Gioacchino Assereto: Tobia visita suo padre
- Marcantonio Bassetti: San Sebastiano curato da Irene
- Guido Cagnacci: Francescano
- Giovanni Cariani: San Sebastiano fra i santi Rocco e Margherita
- Agostino Carracci: Festa campestre o festa milanese
- Carlo Dolci: Gesù prende la croce di San Giuseppe
- Lavinia Fontana: Consacrazione alla Vergine
- Giacinto Gimignani: Presentazione di Gesù al Tempio - Adorazione dei pastori - Adorazione dei Magi - Visitazione - Comunione della Vergine
- Giovanni Francesco Barbieri detto Il Guercino: Addio di Catone di Utica a suo figlio
- Giovanni Lanfranco: Elia nutrito dal corvo
- Carlo Maratta: Ritratto del cardinale Alderano Cybo
- Pietro Novelli: David afferra la testa di Golia[44]
- Giovanni Paolo Panini: Galleria del cardinale Silvio Valenti
- Bartolomeo Passarotti: Ritratto d'uomo
- Guido Reni da: Carità romana[45]
- Pietro Vannucci detto Il Perugino: Famiglia di sant'Anna
- Giulio Pippi detto Giulio Romano: Tre soldati romani a cavallo
- Giandomenico Tiepolo: Cristo e l'adultera
- Giuseppe Vermiglio: Cristo morto sostenuto da due angeli

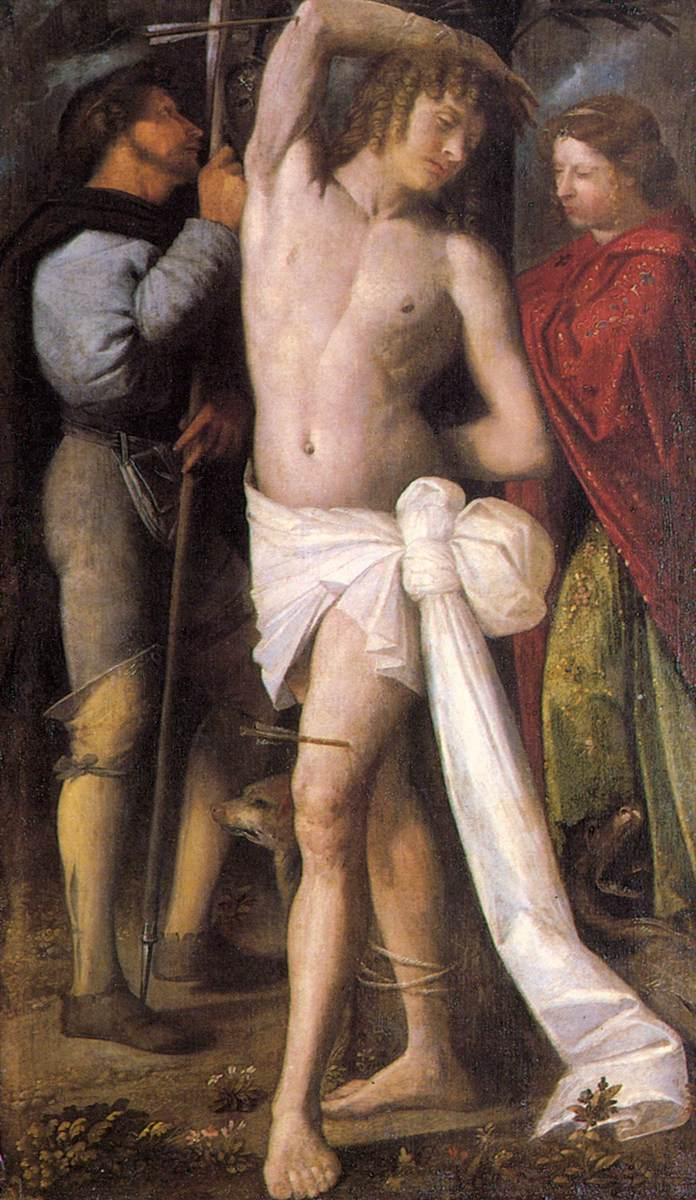
Giovanni Cariani San Sebastiano
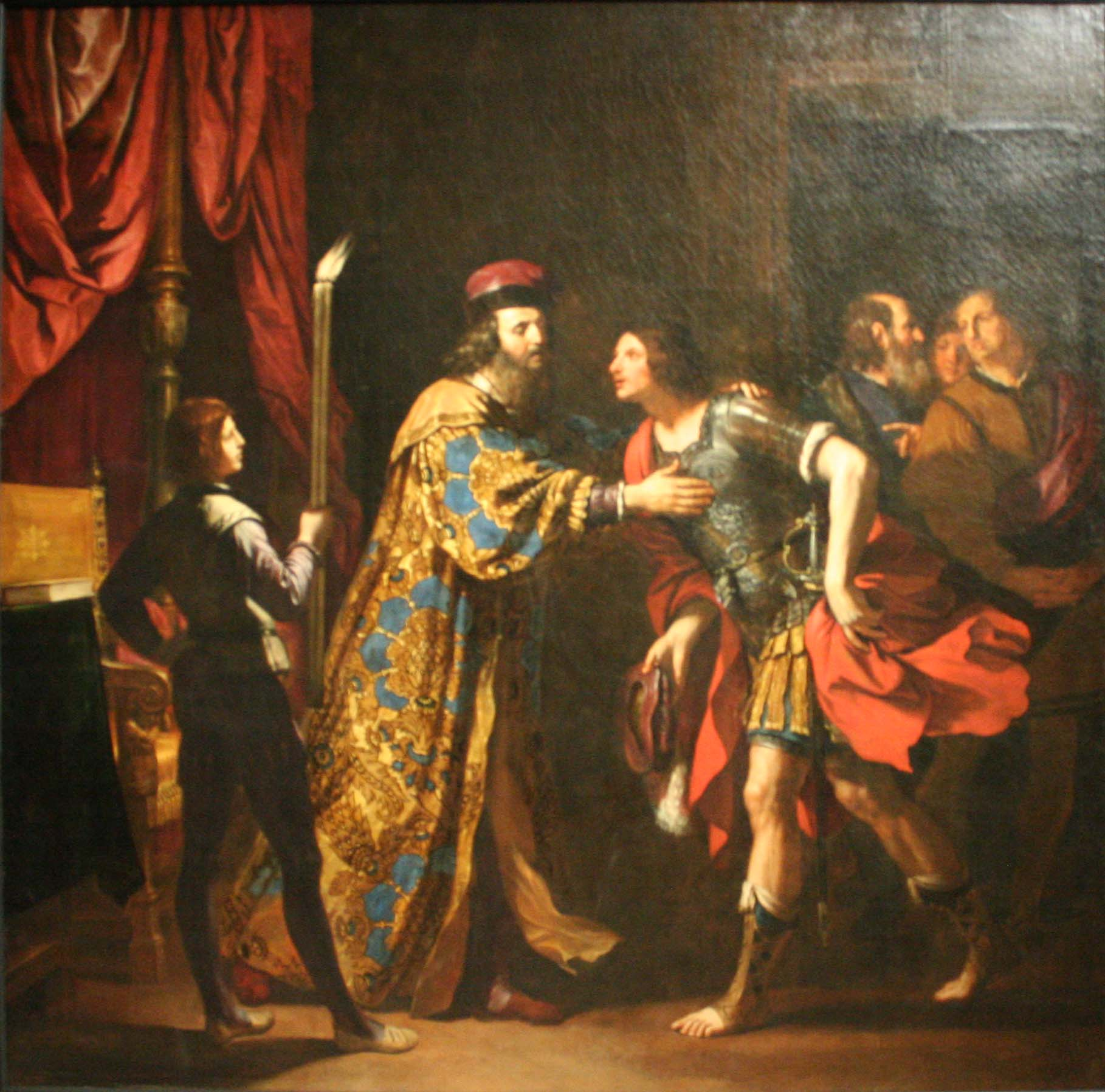
Il Guercino Addio di Catone di Utica a suo figlio
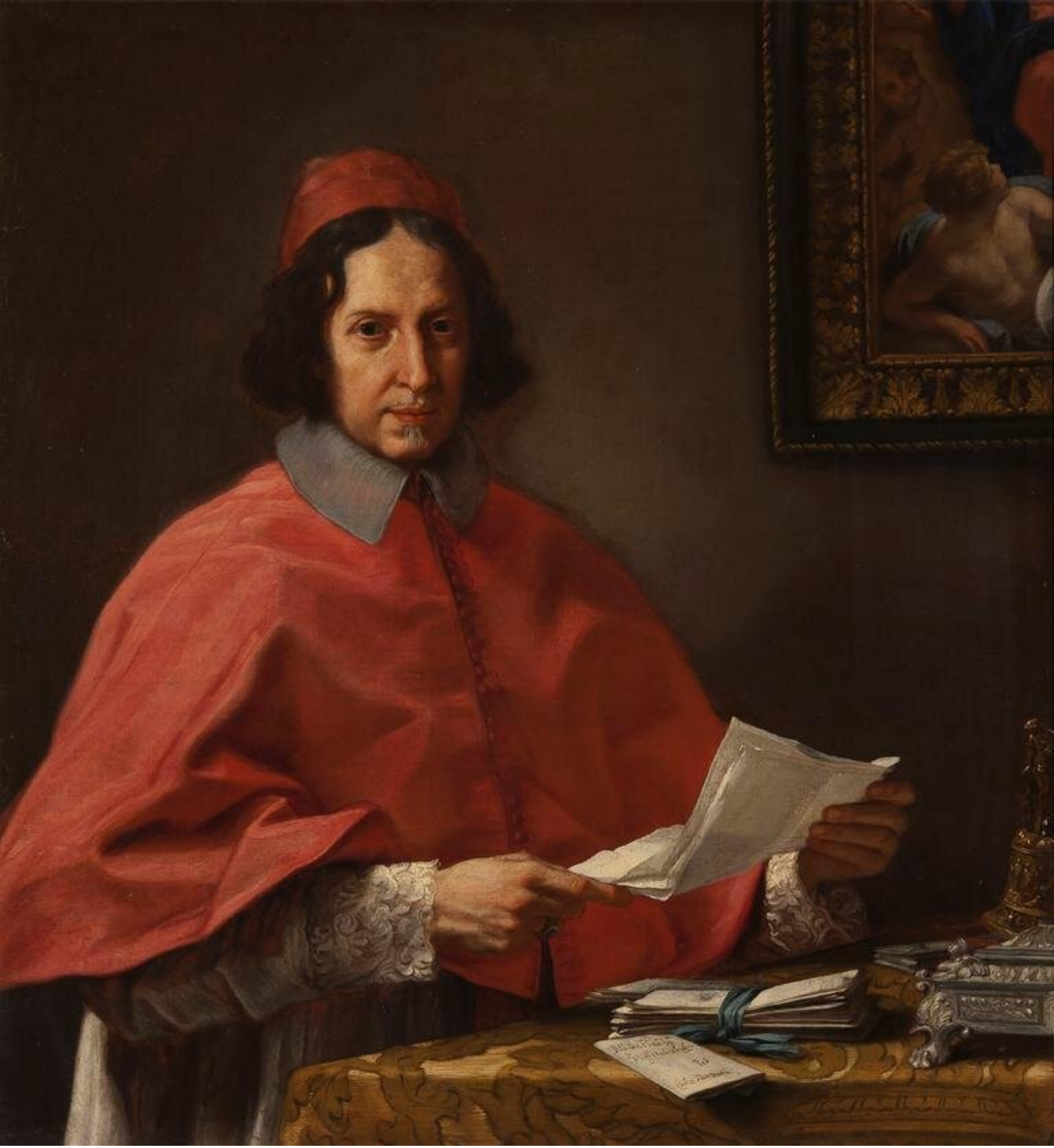
Carlo Maratta Ritratto del cardinale Alderano Cybo
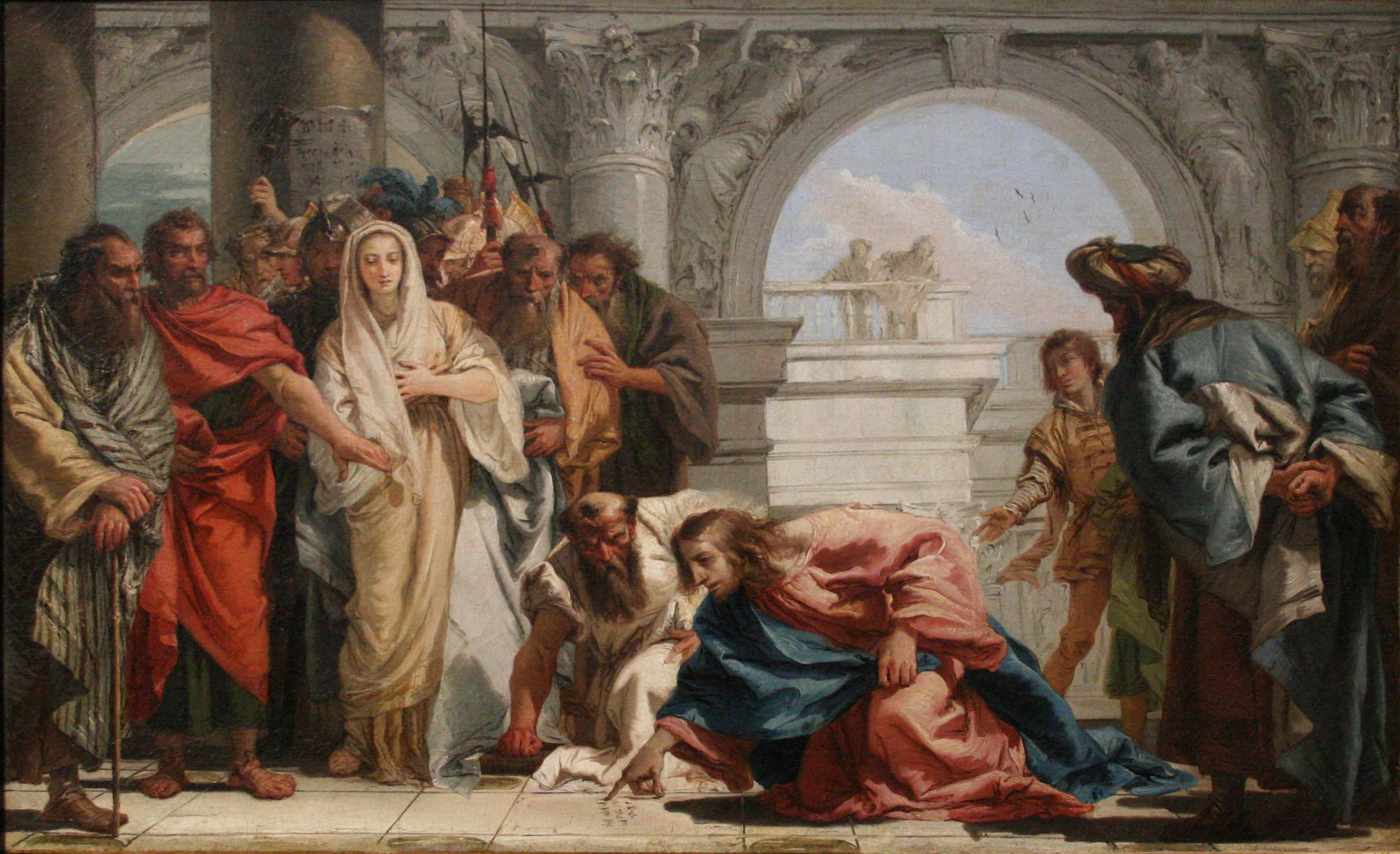
Giandomenico Tiepolo Gesù e l'adultera

#### Scuola fiamminga e olandese
- Jan van Bijlert: Portrait d'homme - Portrait de femme
- Gaspard de Crayer: Hercule, Omphale et Minerve
- Karel Dujardin: Étude de torse
- Jacob Jordaens: La pêche miraculeuse
- Frans Pourbus le Jeune: Portrait de l'archiduc Albert d'Autriche, gouverneur des Pays-Bas
- Peter Paul Rubens: La chasse au sanglier - La résurrection du Christ - L'adoration des bergers - Portrait de femme
- Frans Snyders: Nature morte de gibier, poissons, fruits et légumes
- Matthias Stomer: Le roi David
- Michael Sweerts: Tête d'homme, dite le juif
- Nicolaes van Verendael: Fleurs dans un vase de verre
- Jan van de Venne: Le campement de bohémiens
- Jacob Ferdinand Voet: Portrait d'homme dit l'homme à la ganse jaune

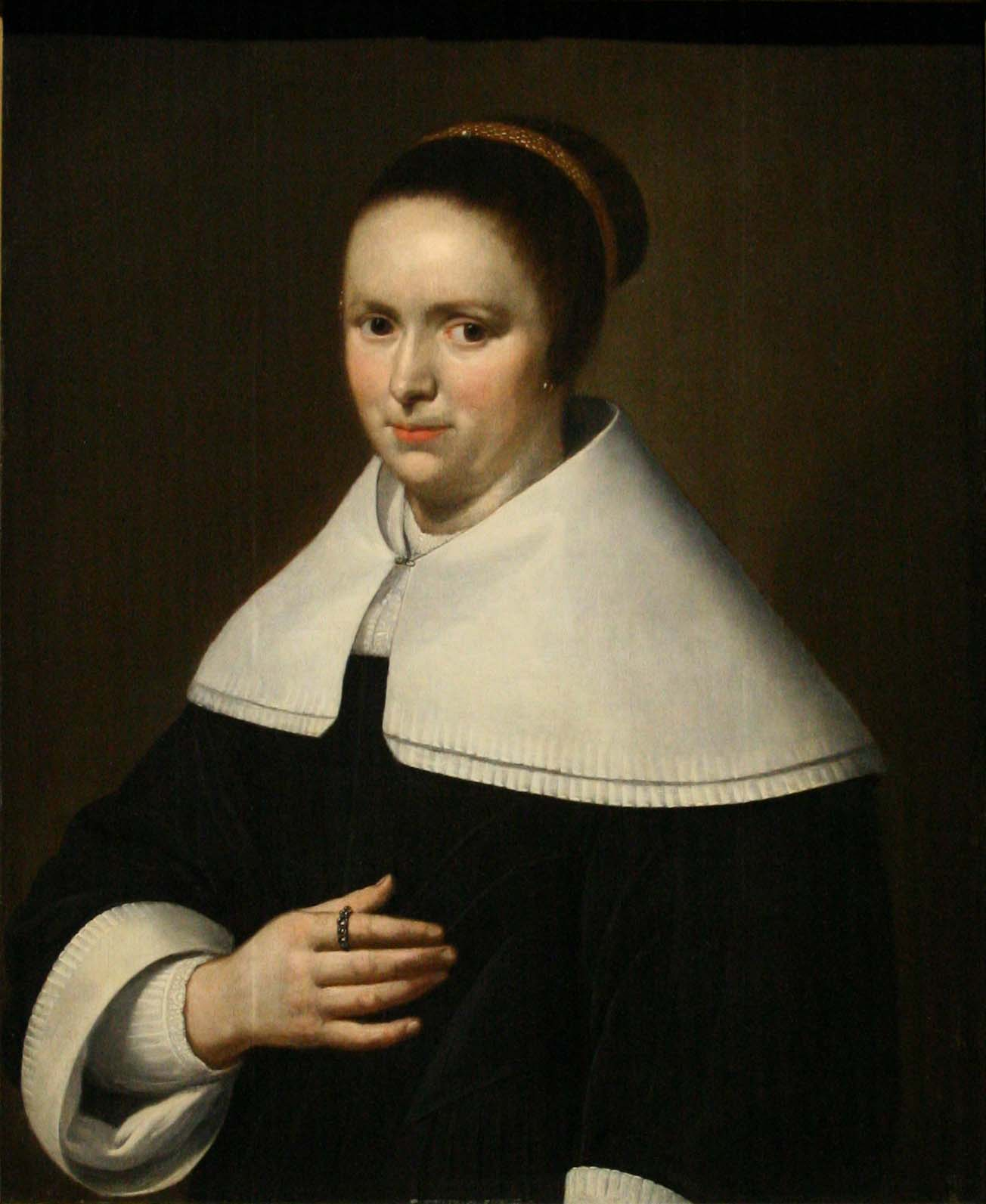
Jan Van Bijlert Ritratto di signora
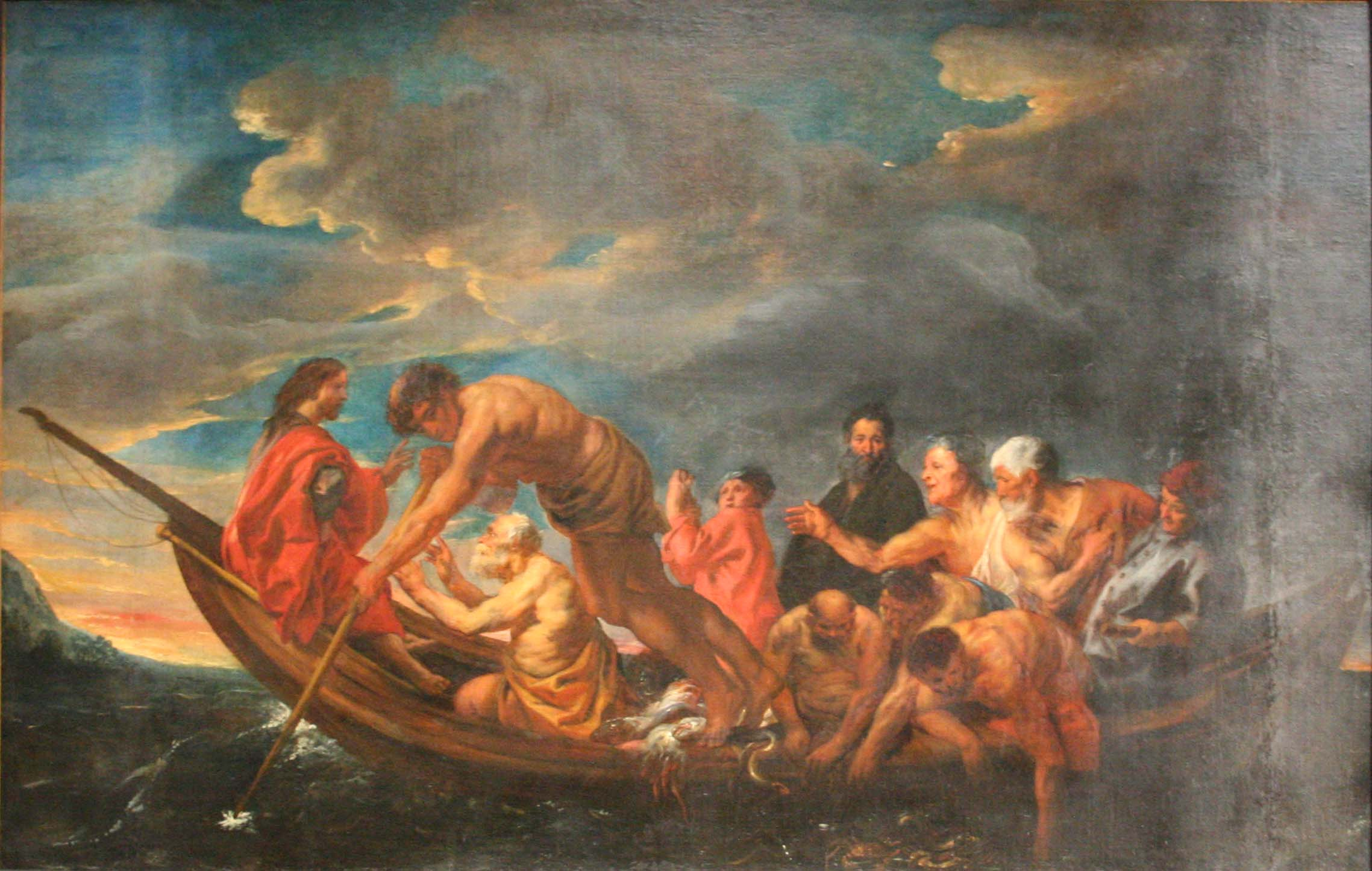
Jacob Jordaens La pesca miracolosa
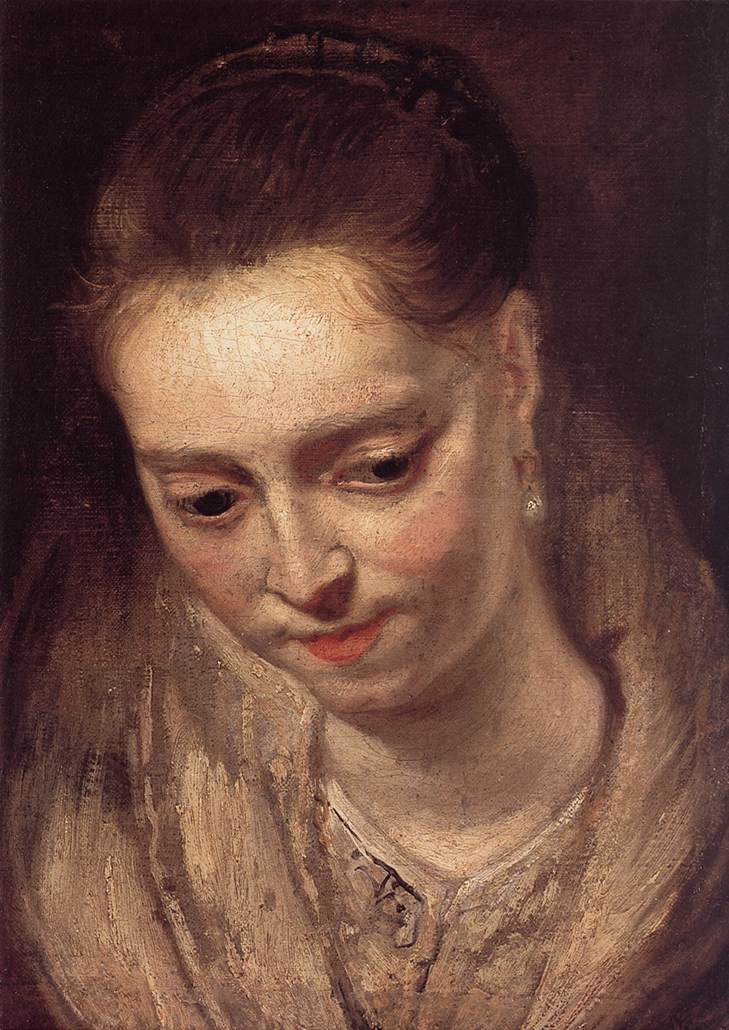
Peter Paul Rubens Ritratto di donna
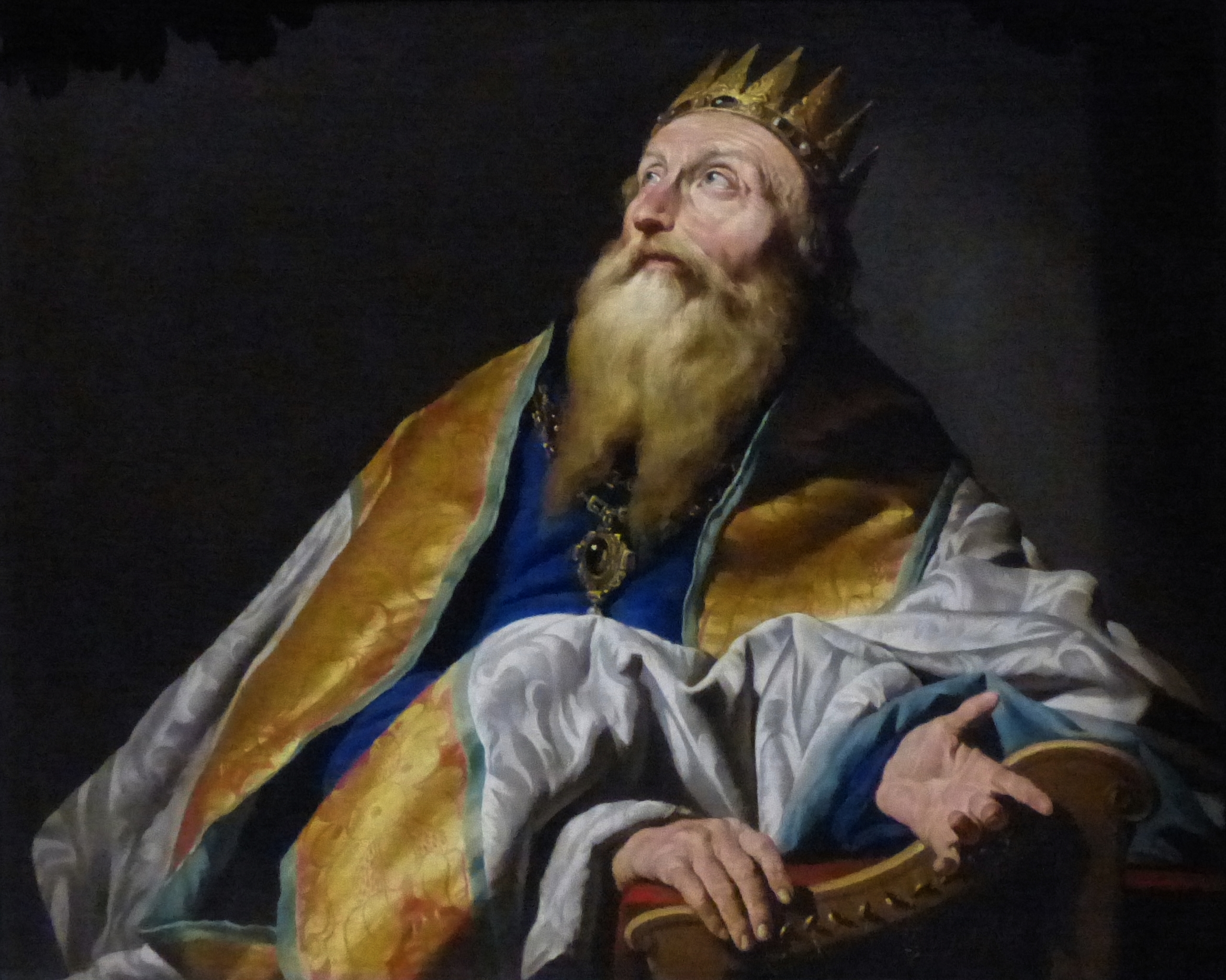
Matthias Stom Re David

### Disegni
Della Scuola francese vi sono in particolare disegni di Pierre Puget.
Della Scuola italiana vi sono disegni di: Pontormo, Il Guercino, Giovanni Lanfranco, Salvator Rosa e 21 disegni toscani del 1500 e inizio 1600, e inoltre Fra Angelico, Baccio Bandinelli, Francesco Salviati, Baldassarre Peruzzi, Il Sodoma e Giorgio Vasari.

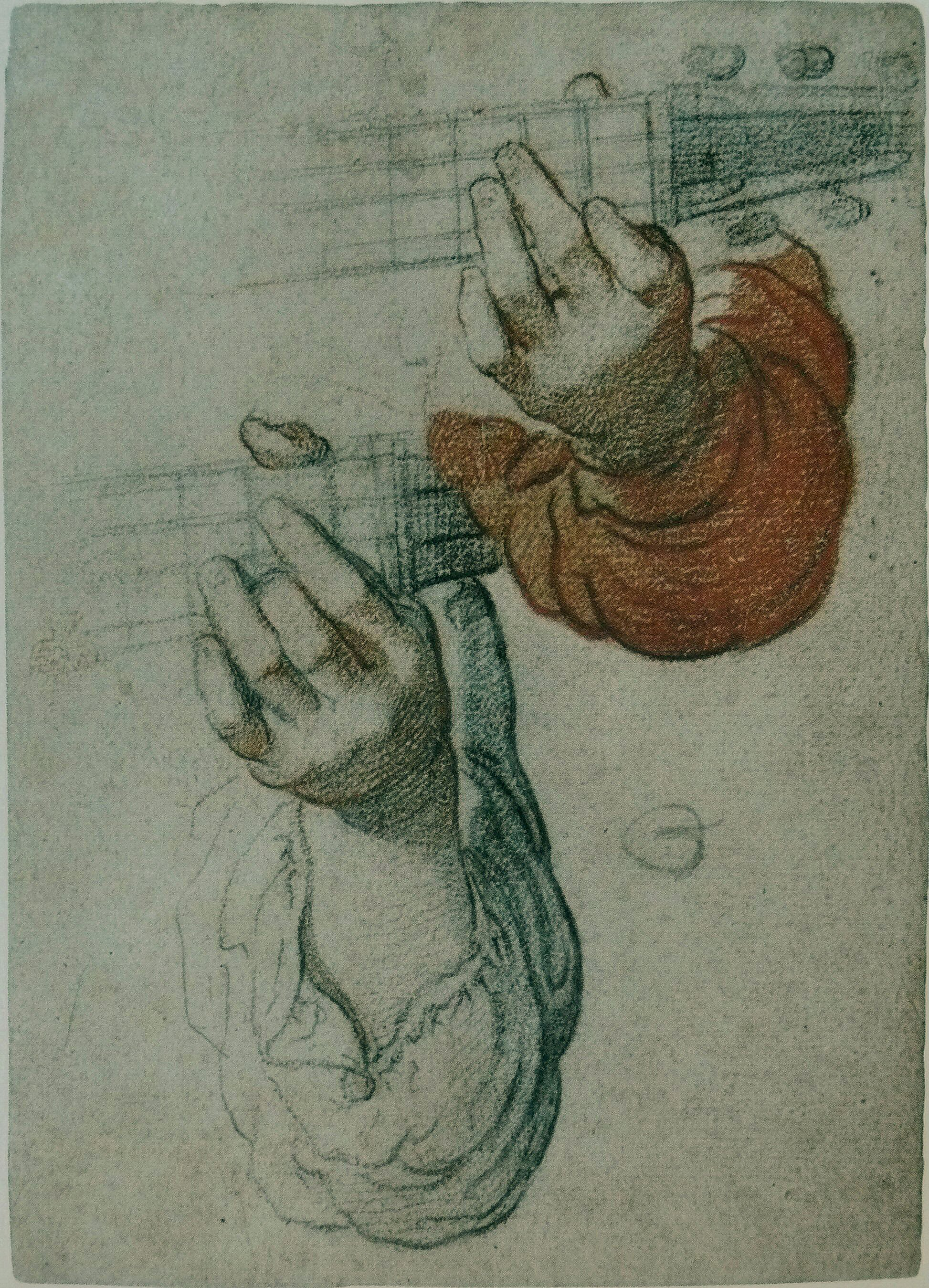
Francesco Vanni Mani che suonano il liuto
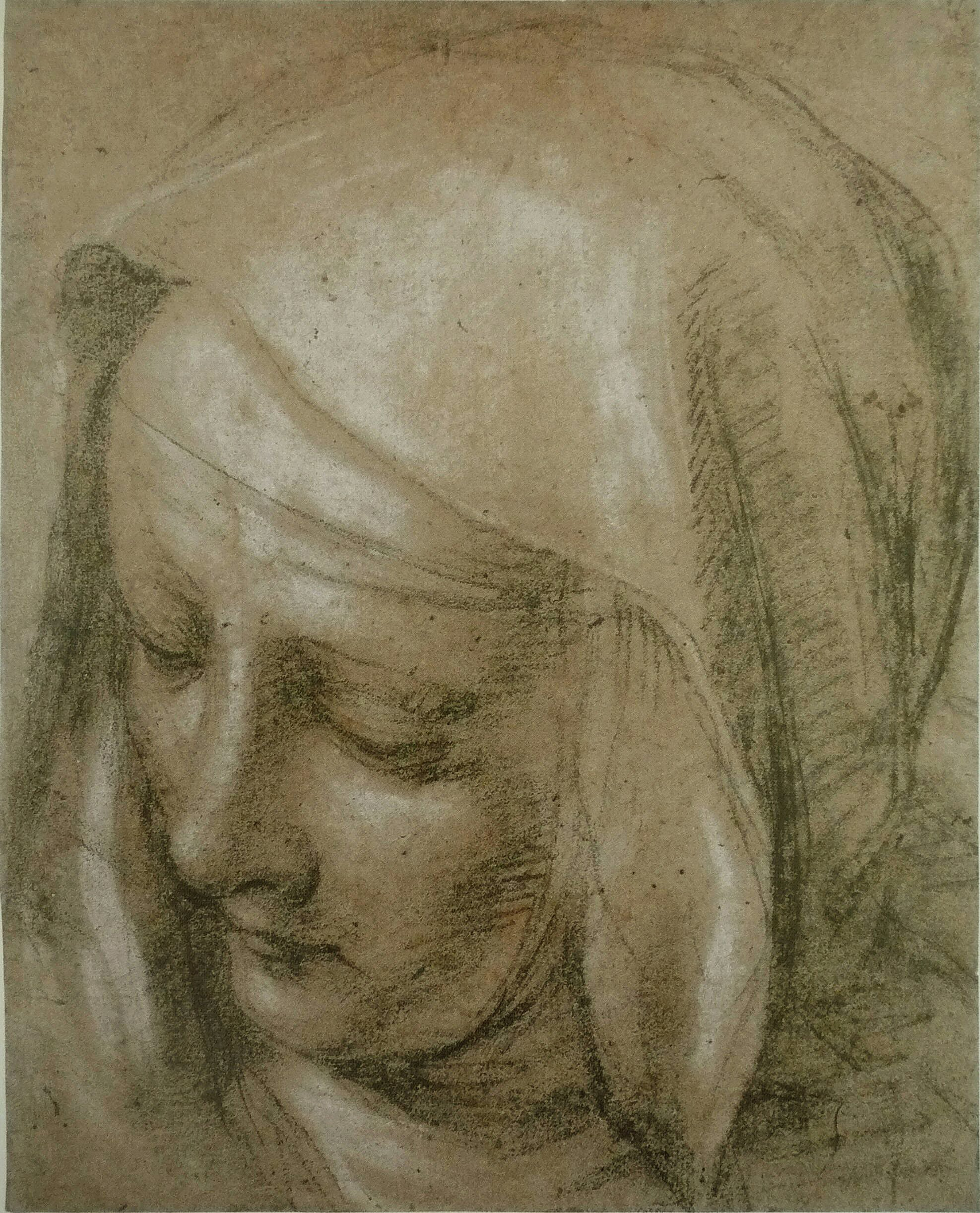
Il Sodoma Testa di religiosa
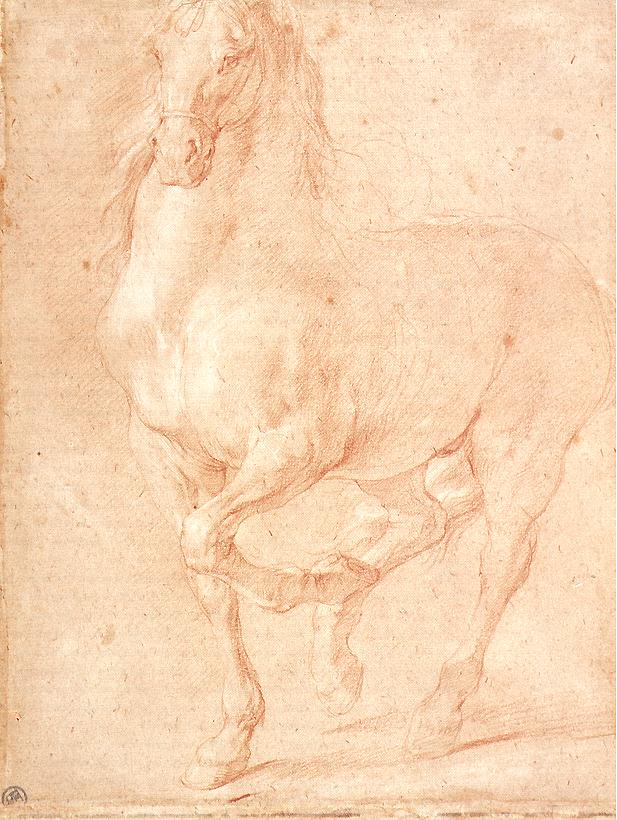
Pierre Puget Studio per un cavallo
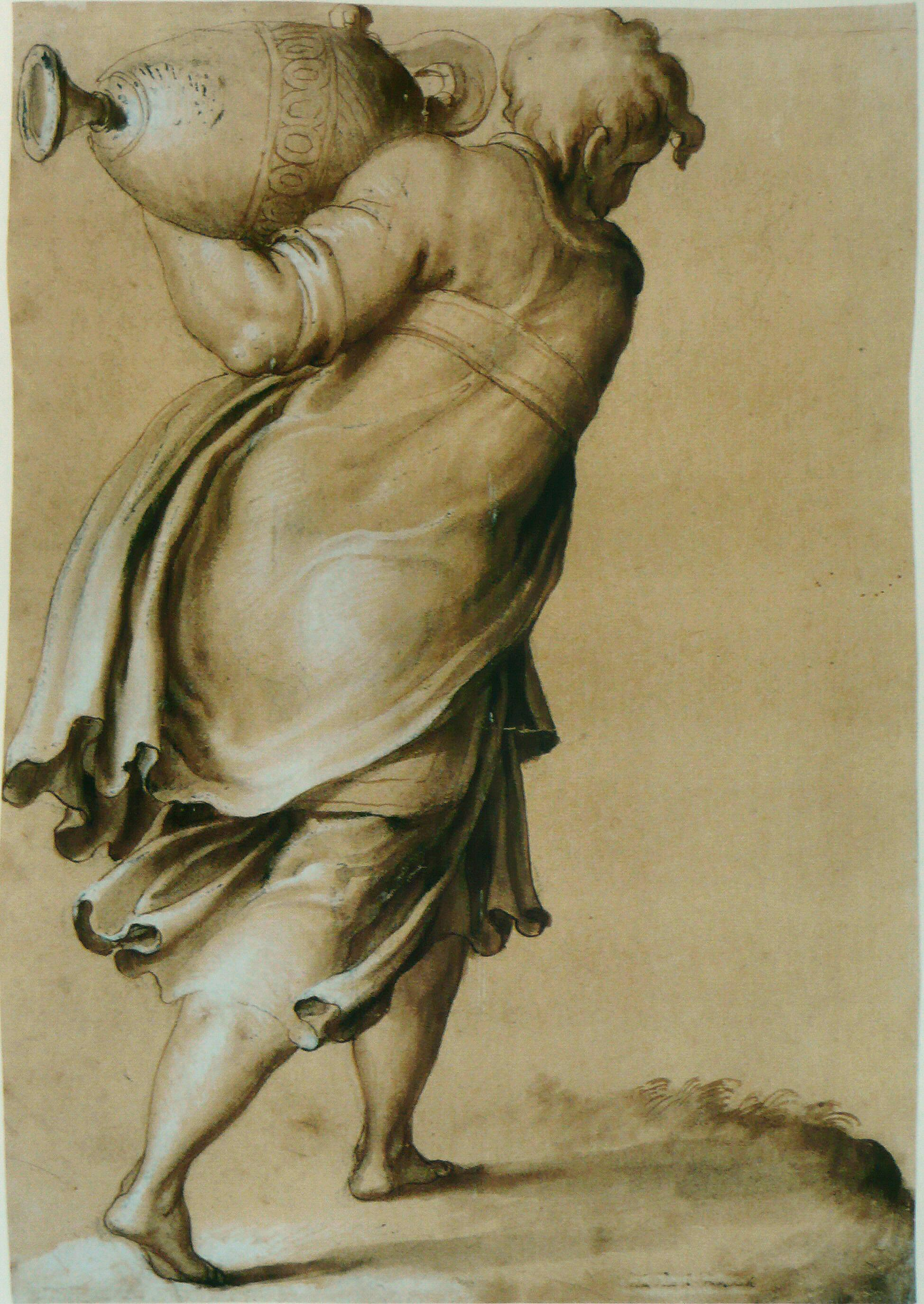
Francesco Salviati Figura di schiena,
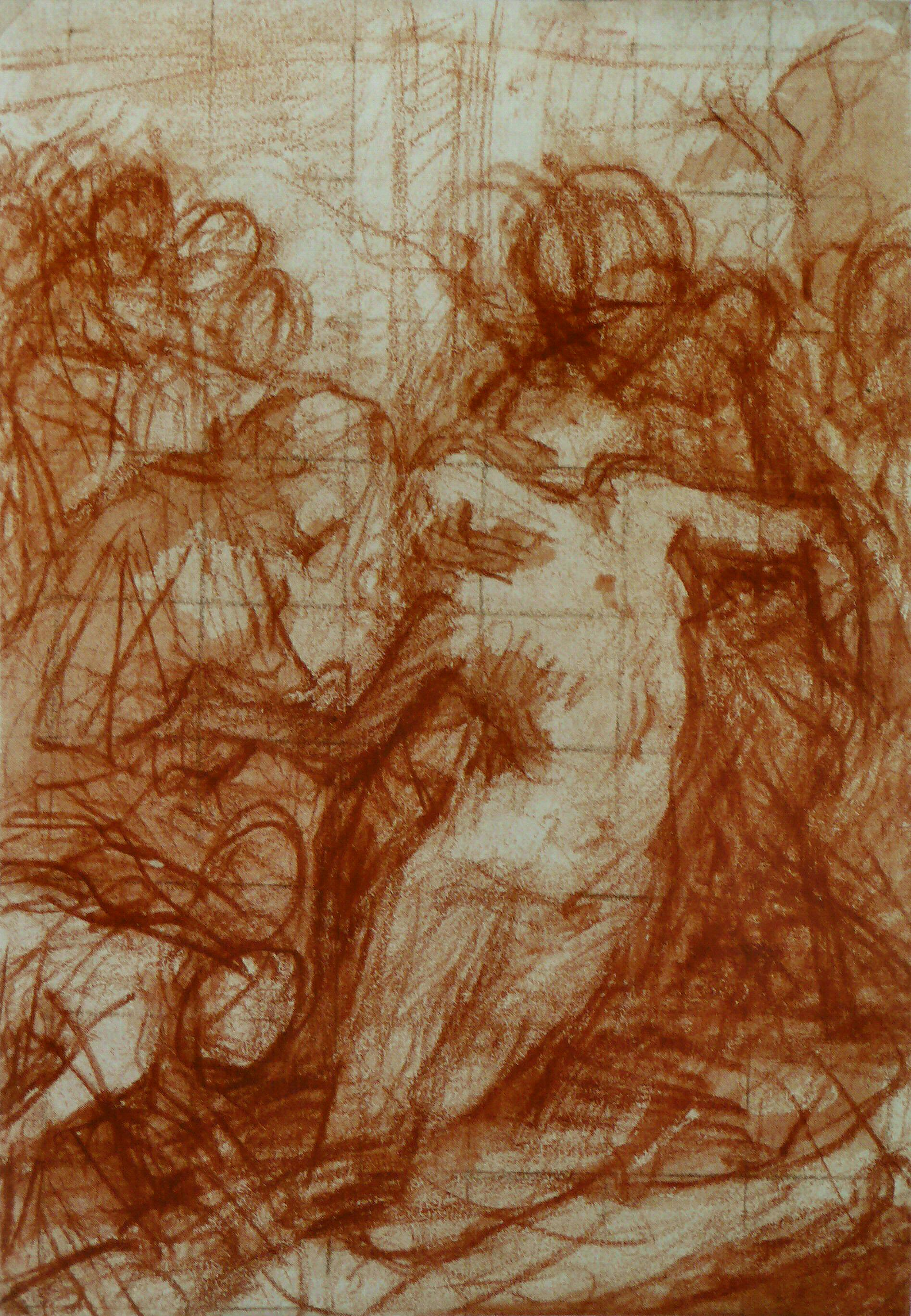
Giovanni Battista Naldini La Pietà
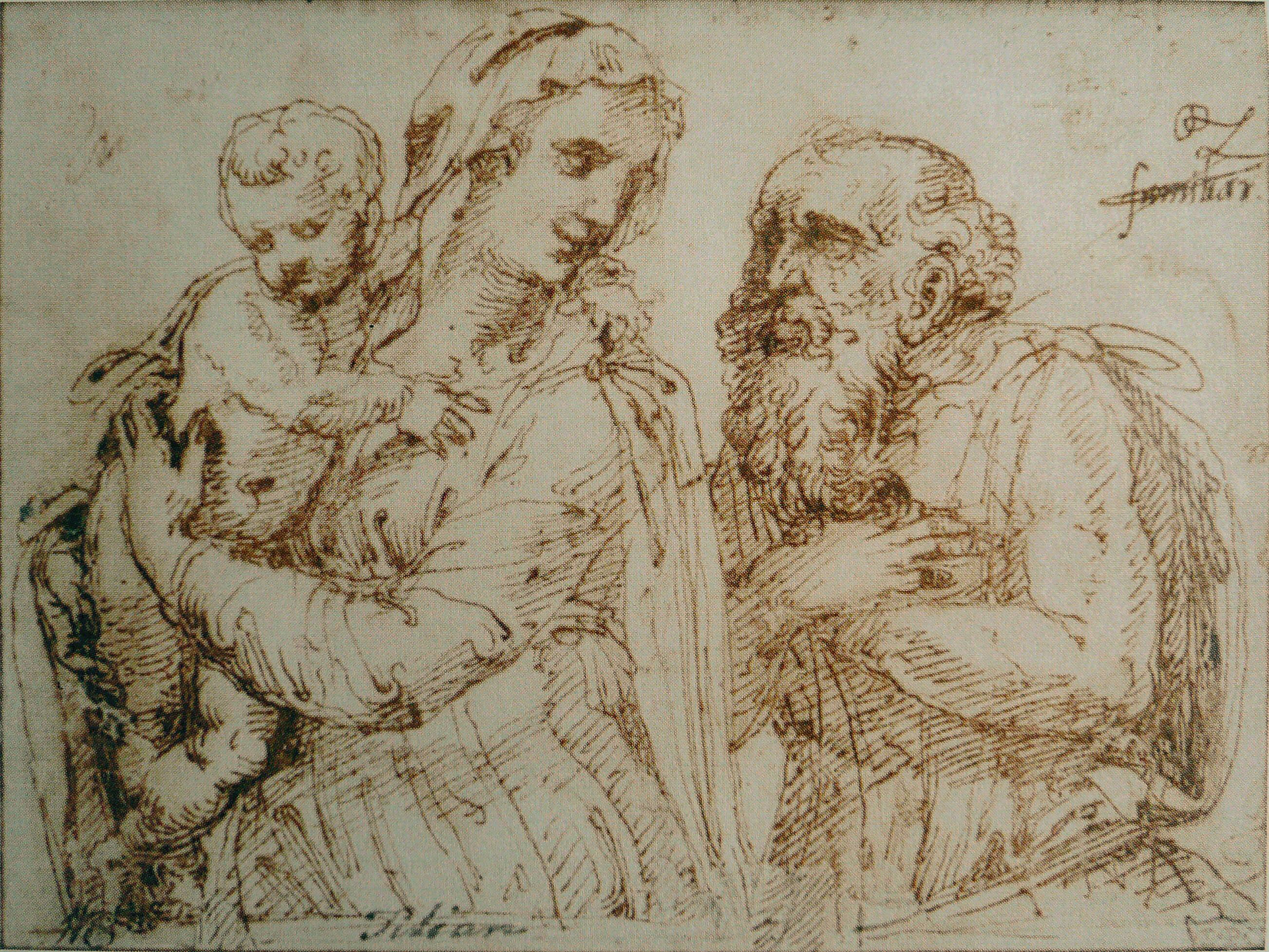
Baldassarre Peruzzi La Vergine e il Bambino

### Sculture
Il museo possiede un notevole insieme di sculture di Pierre Puget, e La Méditation, capolavoro di Auguste Rodin, offerta al museo dall'autore stesso.